# Munții Tarcău
Munții Tarcău sunt o grupă muntoasă a Carpaților Moldo-Transilvani, aparținând de lanțul muntos al Carpaților Orientali. Cel mai înalt pisc este Vârful Grindușu, având 1.664 m. 

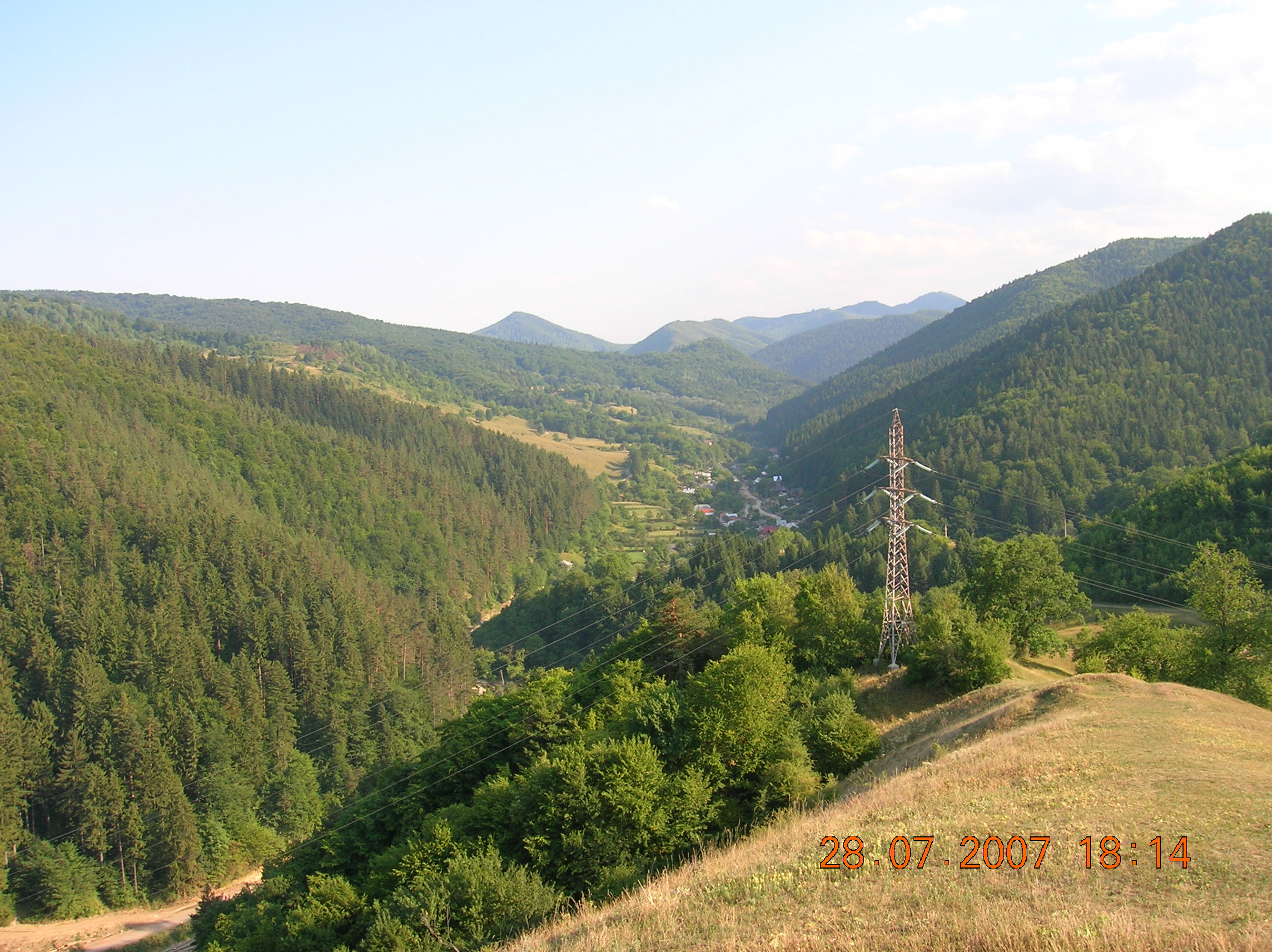
Munții Tarcău-Priveliște spre valea Pârâului Doamna

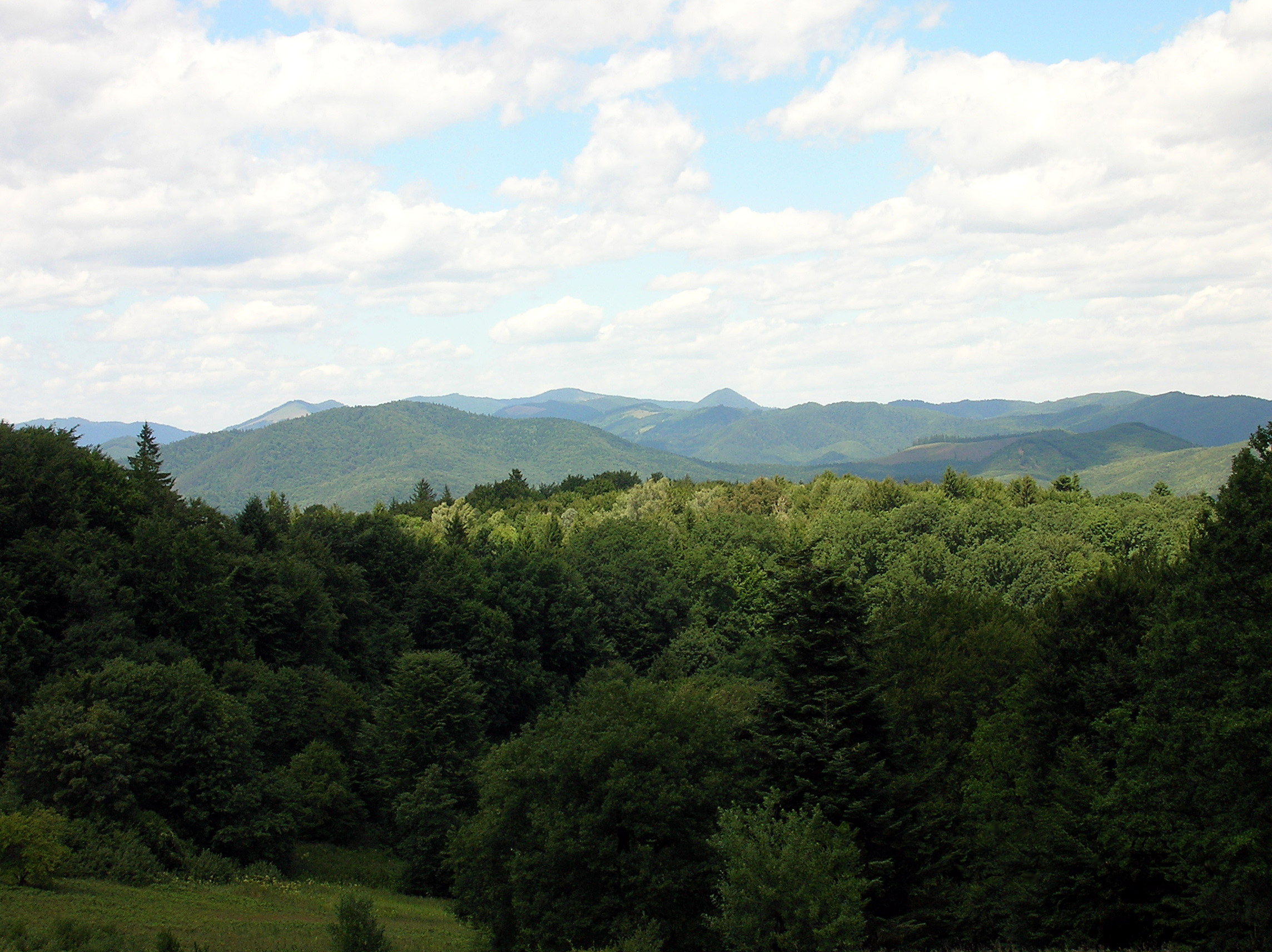
De sub Cernegura spre Munții Stânișoarei - în centru silueta ascuțită este a Vârfului Horaița

## Repere onomatologice, culturale, istorice, literare
Frumusețea si sălbăticia locurilor au fost surse de inspirație pentru scriitori, ca Mihail Sadoveanu (care plasează în Valea Tarcăului, satul lui Nechifor și al Vitoriei Lipan - personajele din romanul Baltagul), Calistrat Hogaș (care a parcurs o bucată a culmii Goșmanului - povestind aceasta în cartea În munții Neamțului), precum și pentru Alexandru Vlahuță (în România pitorească).

## Delimitare și împărțire
Munții Tarcăului sunt așezați în nord-estul României la exteriorul grupei centrale a arcului Carpaților Orientali, având o direcție generală de la nord-nord-vest spre sus-sud-est, cale de aproximativ 65 de km (în zona axială - de-a lungul văilor Tarcăului și Asăului). Au o lățime medie de 40 km și ocupă o suprafață de circa 1810 km². 
Administrativ sunt așezați pe teritoriul a trei județe, Neamț și Bacău în principal, precum și o mică porțiune spre sud-vest, în Harghita. 
Principalele limite geografice sunt date de văile unor râuri:
- La nord se află valea Bicazului în porțiunea dintre Cheile Bicazului și orașul Bicaz, continuată apoi de cea a Bistriței până la Piatra Neamț
- La nord-est și est pe aliniamentul Piatra Neamț - Solonț - Moinești - Comănești se află, dinspre nord spre sud, valea Tazlăului, spre sud-est, cea a Tazlăului Sărat și spre Trotuș, cea a pârâului Urmeniș
- La vest se află axialele văilor Dămucului spre nord și Valea Rece spre sud
- Limita sud-vestică și sudică este dată de Râul Trotuș

Principalii vecini sunt:
- Spre est și nord-est, la sud de Piatra-Neamț Depresiunea Cracău-Bistrița, urmată spre sud de înșeuarea formată între aceasta și Tazlău de Dealul Bărboiu și spre sud de Depresiunea Tazlău-Cașin.
- La sud-est dincolo de Tazlăul Sărat și Urmeniș, Munții Berzunți
- În amonte la sud-vest de Trotuș și de Depresiunea Comănești - în aval, Munții Ciucului
- La vest de râurile Dămuc și Valea Rece, se află Munții Hășmaș
- În partea de nord se învecinează prin valea Bistriței, în partea de vest cu Masivul Ceahlău și spre est cu Munții Stânișoarei.

Diviziuni:
- Culmea Muntele Lung:

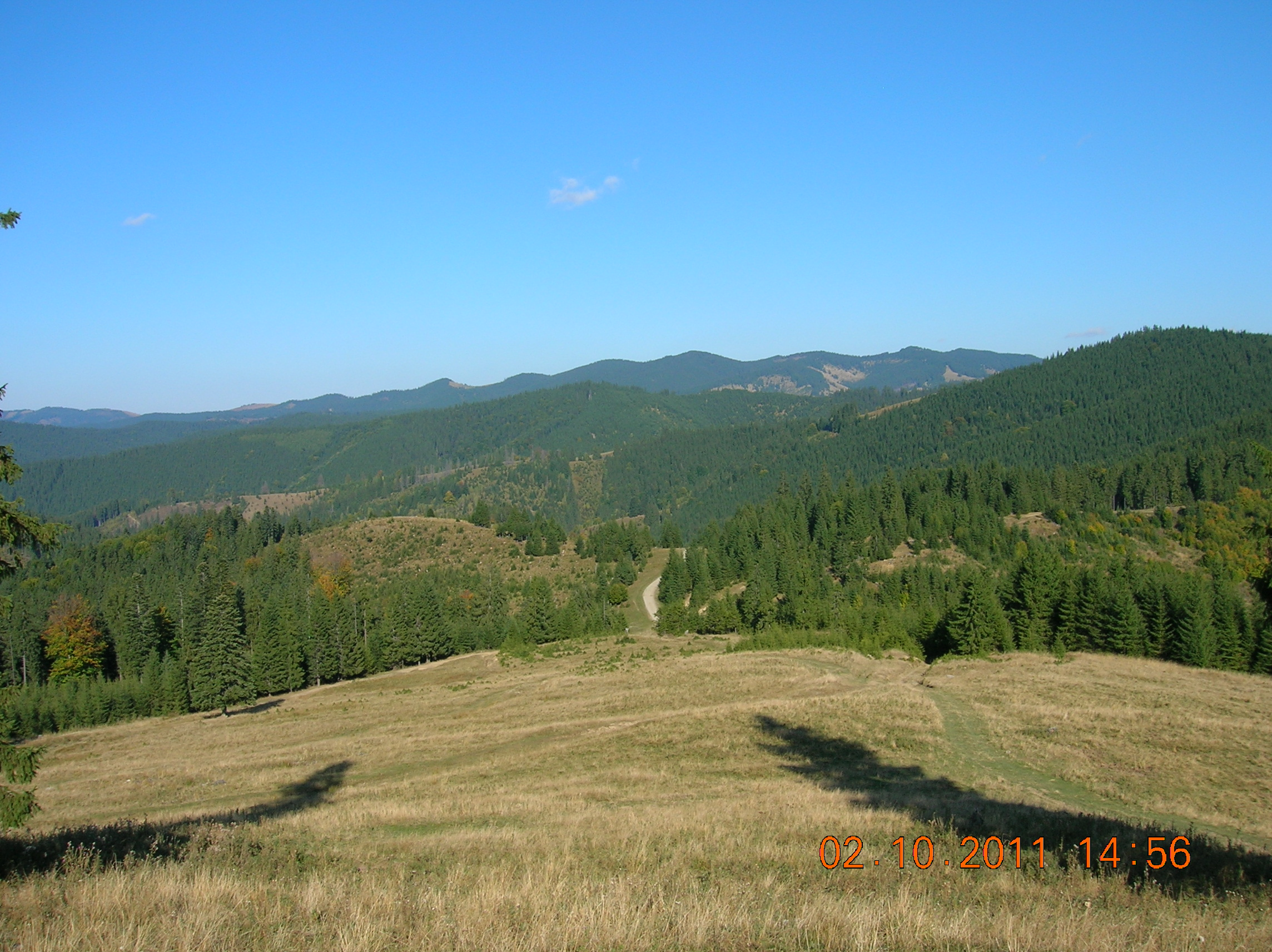
Munții Tarcău-Culmea Muntelui Lung privită de lângă Pasul Fagului

- Are o lungime de mai puțin de 20 km și constituie cumpăna apelor dintre Dămuc, la vest și Tarcău la est.
- Versantul estic este puternic înclinat, spre diferență de cel vestic. Altitudinea sa coboară treptat de la sud spre nord.

- Culoarul depresionar Bicaz - Trotuș:

- Este situat la est de Muntele Lung, între acesta și Culmea Grindușu-Ciudomâr.
- Relieful aflat mai jos decât cel din flancuri, se găsește pe o distanță de circa 35 km - mai ales în sectorul central (800-900 m altitudine) cu o lungime de aproximativ 20 km, corespunzător bazinelor superioare ale Aței (în nord) și Brateșului (în sud) - bazine despărțite printr-un prag de 1100 m. Aici este evident caracterul propriuzis depresionar. Peste praguri similare, de 1125 m în nord și 1215 m în sud, se trece în bazinul Bicazului prin valea pârâului Secu și în cel al Trotușului prin Valea Rece.

- Culmea Grindușu – Ciudomâr:

- Este lungă de aproximativ 40 km și este cea mai înaltă, formând axa orografică a regiunii. Este discontinuă pentru că sectorul său central este secționat de afluenții de stânga ai Tarcăului - Ața, Brateș, Bolovăniș, Tărcuța. În est, este delimitată de văile Tarcăului - în sectorul nordic și, Camâncăi în cel sudic.
- Cuprinde 3 sectoare: Cel nordic între Bistrița și Ața - cu o înălțime medie de 1200-1300 m, cel central - mai înalt și puternic fragmentat - între Ața și Tărcuța și cel sudic între Tărcuța și Trotuș - cel mai înalt și mai puțin fragmentat - cu aspect de zid, aproape rectiliniu și relativ îngust superior, care pe mai bine de 15 km nu coboară sub 1500 m. Ultimul conține cele mai înalte vârfuri, dintre care șase au mai mult de 1600 m.
- Din culme se desprind culmi secundare, sudice:

- Din sectorul central din dreptul vârfului Măieruș pe o distanță de mai mult de 20 km, pornește cu o direcție inițial sud-vestică și apoi sudică sectorul Bolovănișului (înălțime medie de 1300-1400 m și numeroase vârfuri ce depășesc 1400 m). Acesta este delimitat la vest de obârșia Brateșului și axul Văii Reci iar la est de obârșiile Bolovânișului și Tărcuței continuate de valea Tărhăușului.
- Preluca Tâlharului - lungă de peste 30 km - se află între văile Camâncăi la vest și Asăului la est. Este mai scundă, cu câteva vârfuri care deabea depășesc 1300 m.

- Culmea Goșmanu - Geamăna:

- Este delimitată în vest de văile Tarcăului și Asăului spre sud. Nu este secționată de niciun curs de apă, totuși în partea de est este pătrunsă de văile transversale ale pâraielor Calu, Iapa, Nechitu și Tazlău. Are între Bistrița și Trotuș peste 50 km. Nu este prea înaltă, dar nu are nici șei mai joase de 1100 m.
- Altitudinile maxime se înregistrează în sectorul central.
- Prelungirea secundară sudică situată la vest de Tazlăul Sărat poartă numele de Culmea Runcu Stânelor.

- Munceii Bistrița - Tazlău:

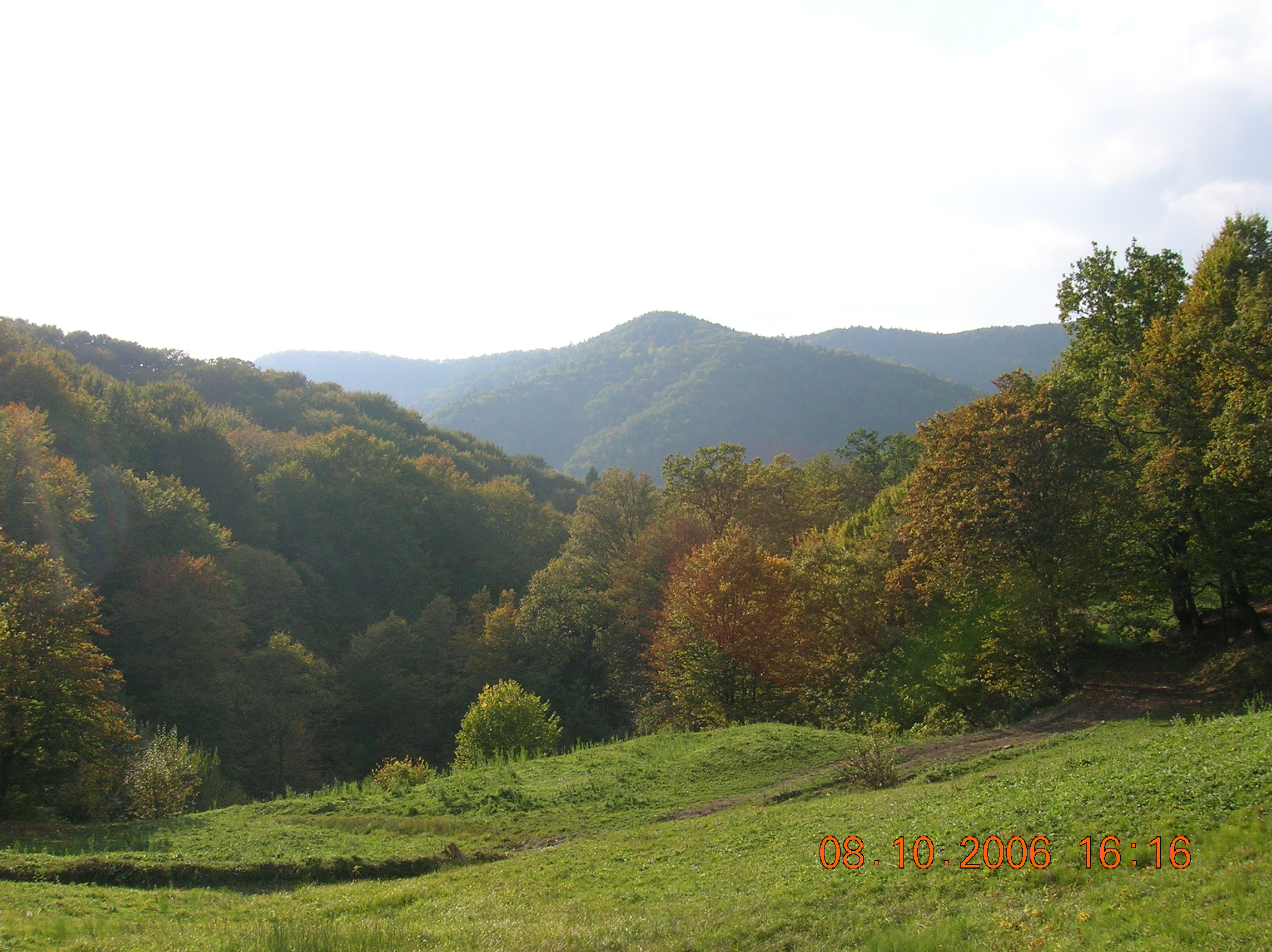
Munceii Bistrița-Tazlău - De la sud de Cernegura spre Bahrin

- Se află la est de Culmea Goșmanu - Geamăna și reprezintă în mare parte culmile secundare transversale ale acesteia. Spre est, ei domină dealurile subcarpatice ale depresiunilor Bistriței și Tazlăului.
- În sectoarele nordic (dintre Bistrița și Calu) și sudic (dintre Tazlău și Tazlăul Sărat) zona este puternic fragmentată în culmi scurte și masive izolate.
- În sectorul central, situat între pâraiele Calu și cursul superior al Tazlăului, domină culmile lungi de 10-15 km orientate vest-est.
- Sectorul sudic aflat între Tazlăul Sărat (la vest) și Tazlăul Mare (la est) aparține Munceiilor Uture.

## Elemente de geologie, geomorfologie, hidrografie, climă, superlative ale florei și faunei

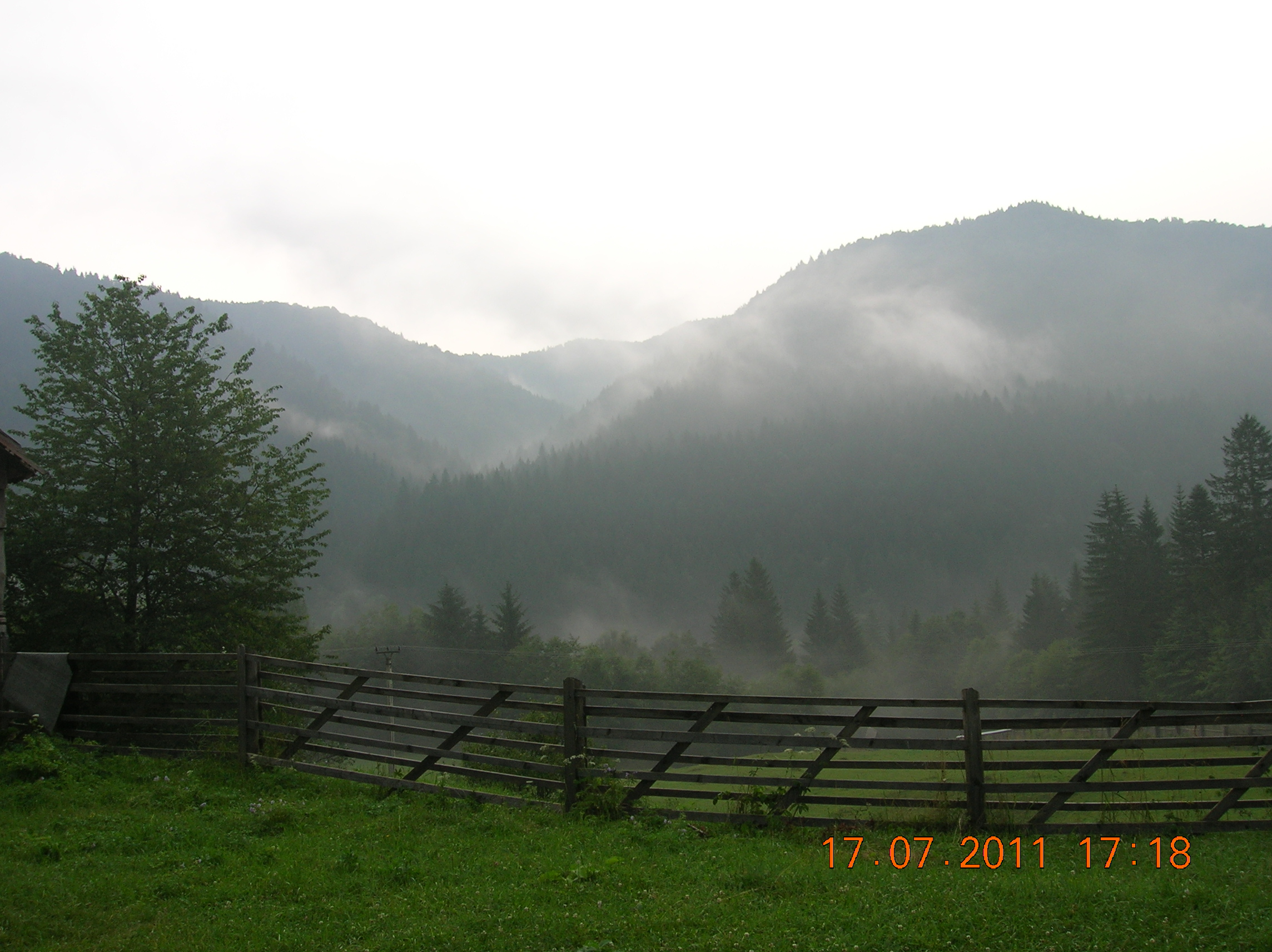
Prelungiri vestice secundare ale Culmii Goșmanu Geamăna văzute din curtea Mănăstirii Sihăstria Tarcăului

### Geomorfologie
Munții Tarcău se află în categoria munților mijlocii ai României. Majoritatea vârfurilor - teșite și spinări domoale - sunt situate între 1100–1400 m, altitudinea șeilor de intersecție necoborând în general sub 1000 m. Șeile și pasurile sunt în general înalte. Altitudinea culmilor scade în general de la sud spre nord și din zona centrală spre periferie - mai rapid către est decât spre vest.
Din punct de vedere morfologic culmile interfluviale principale - prelungi de ordinul zecilor de kilometri - sunt larg vălurite, culmile secundare fiind - în general - scurte, în general rotunjite și ele superior, dar mărginite de versanți abrupți. Orientarea generală a culmilor principale este aceeași cu a masivului muntos - de la nord-nord-vest spre sus-sud-est. Cumpăna de ape a bazinului Tarcăului este situată la vest de axa orografică reprezentată de Culmea Grindușu - Ciudomâr (fragmentată de văi), spre Muntele Lung.

### Geologie

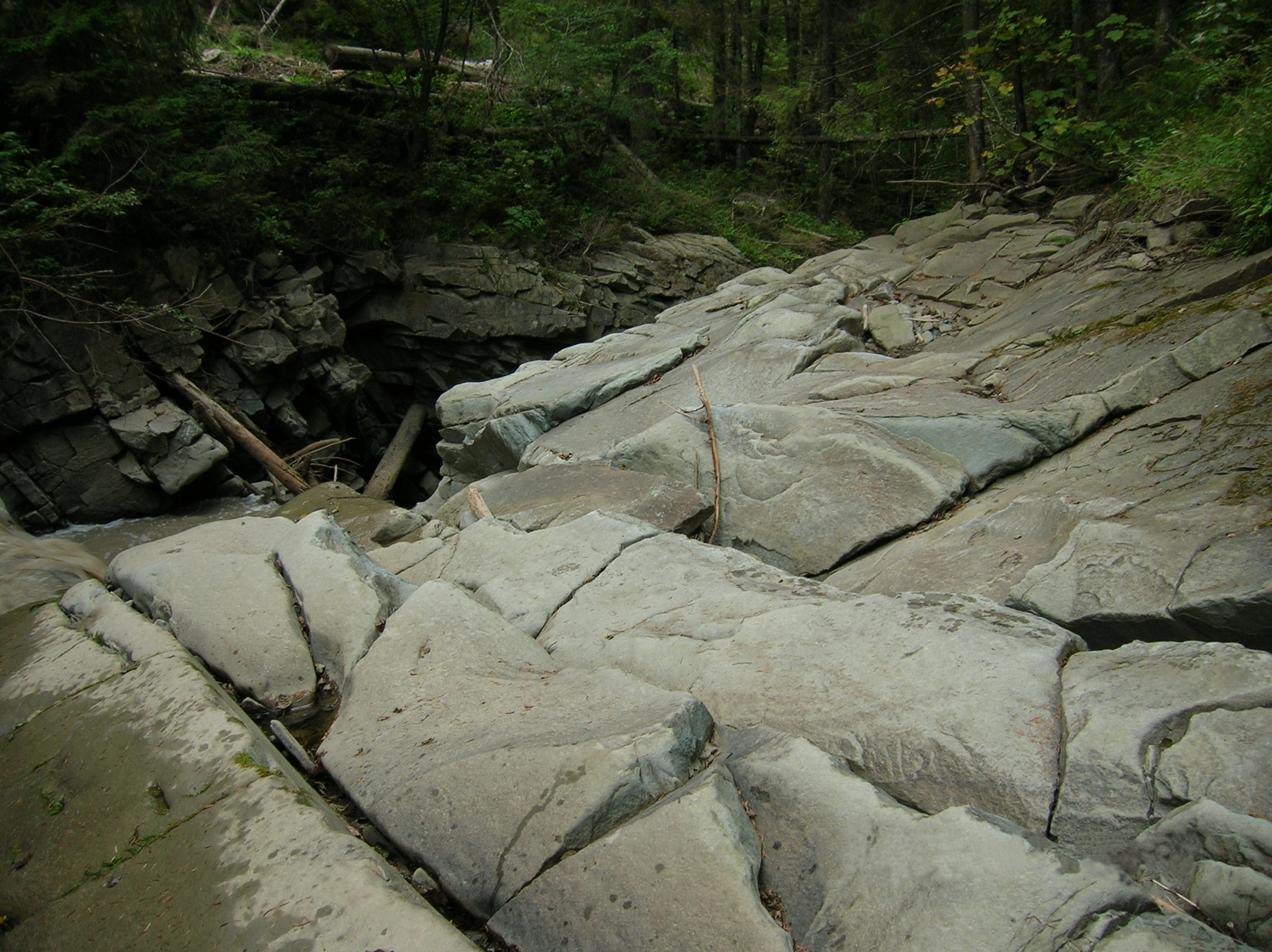
Treaptă de gresie deasupra cascadei de la intrarea în defileul Bolovănișului

Din punct de vedere geologic munții se află în unitatea tectono-structurală a flișului, apărând într-o succesiune etalată de la vest spre est toate tipurile de unități tectonice ale acestuia, parțial suprapuse. Se dezvoltă aici 5 pânze de șariaj edificate succesiv ca fâșii longitudinale cu orientare nord-sud, de lățimi variabile (de la 1–2 km la peste 20 km). 
- Astfel, la vest se află în succesiune pânzele de Ceahlău (Muntele Lung, bazinele hidrografice ale pâraielor Dămuc, Valea Rece și Bolovăniș), Teleajen (cu o lățime de 4–10 km, relieful depresionar de la poalele Muntelui Lung) și Audia (cea mai îngustă, de 1–2 km lățime).
- În partea central-estică se regăsește pânza de Tarcău. Are peste 20 km în bazinul mijlociu al Asăului și ocupă peste jumătate din aria regiunii. Cuprinde zona culmilor ce flanchează văile Tarcăului, Asăului și Camâncăi, precum și sinclinalele aferente, respective cel mai înalt relief din zonă (culmile Goșmanu-Geamăna și Grindușu-Ciudomâr).
- În extremitățile nord și sud-estice apare pânza de Vrancea în “semifereastra” Bistriței. Este cea mai nouă dintre cele 5 și are relieful puternic fragmentat, arealul fiind cel mai coborât – din punct de vedere tectonic.

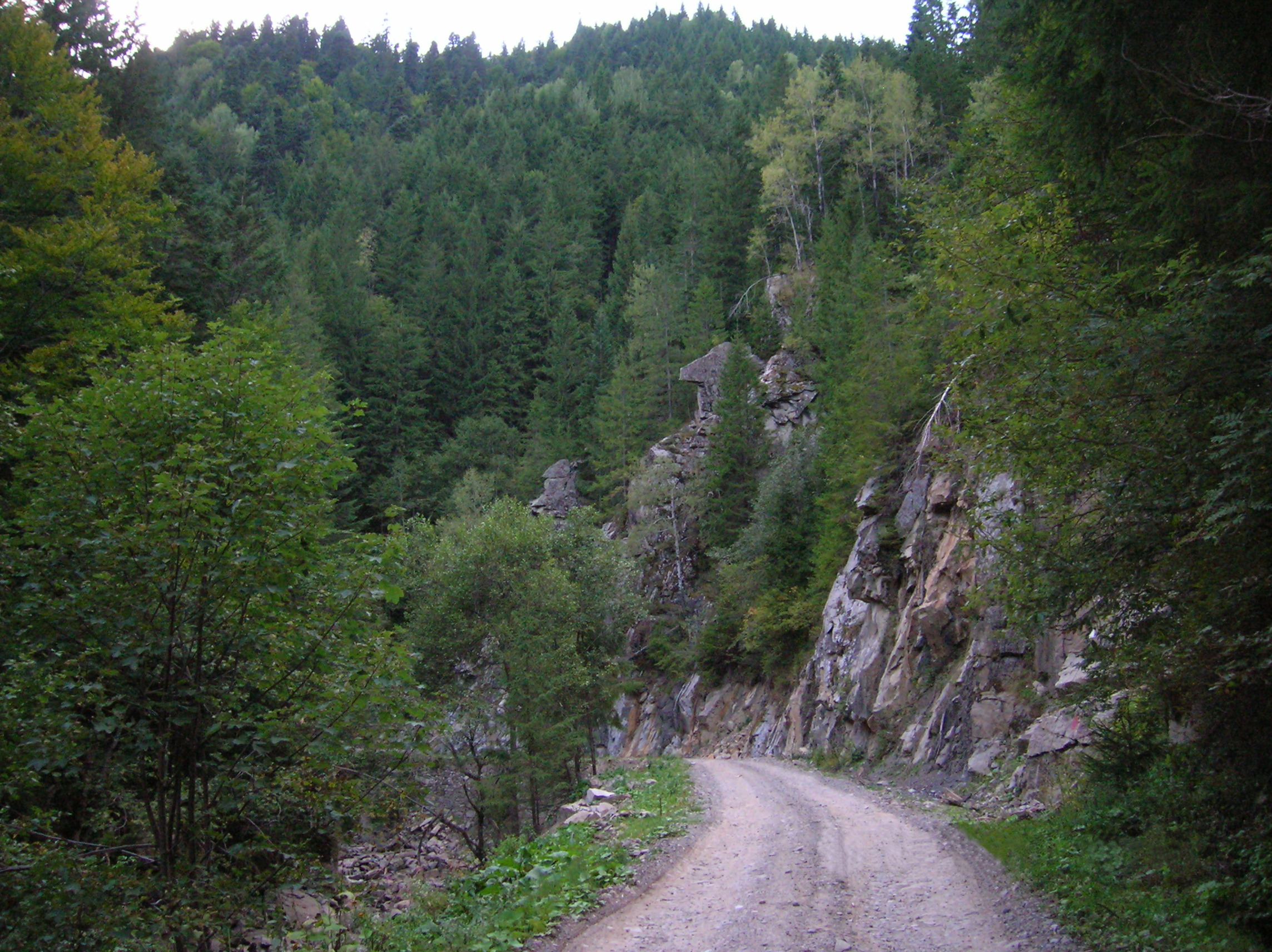
Defileul Bolovănișului în amonte

Stratigrafic rocile cretacice, care sunt caracteristice în general în partea de vest, se continuă în ariile centrală și de est cu roci paleogene. Pânzele de Ceahlău, Teleajen și Audia aparțin Cretacicului, cea de Tarcău și Vrancea – Paleogenului (respectiv perioadelor Eocen și Oligocen cea de Tarcău și Oligocenului cea de Vrancea).
Din punct de vedere litologic:
- În vest apar roci cretacice în general moi (strate de Bistra, de Plăieșu, de Palanca): gresii slab rezistente, calcare în strate subțiri (pânza de Ceahlău), cu intercalații de șisturi argiloase negre (complexul șisto-grezos urmat de gresia masivă de Cotumba de la nivelul pânzei de Teleajen). Ceva mai spre est se decelează șisturi negre (pânza de Audia), gresii glauconitice, marnocalcare.
- Paleogenul pânzei de Tarcău cuprinde în cea mai mare parte gresii și calcare eocene (de Tarcău – cu cea mai mare extindere și, (de Doamna) precum și gresie oligocenă (de Fusaru). Caracteristică pentru zona Munților Tarcăului (de unde și numele unității tectonice respective) este gresia de Tarcău: micacee, cenușie, se află în strate de 0,5–5 m. Pe seama acesteia a luat naștere cel mai înalt relief din regiune.
- În pânza de Vrancea domină șisturile bituminos-disodilice și gresia de Kliwa – oligocene.

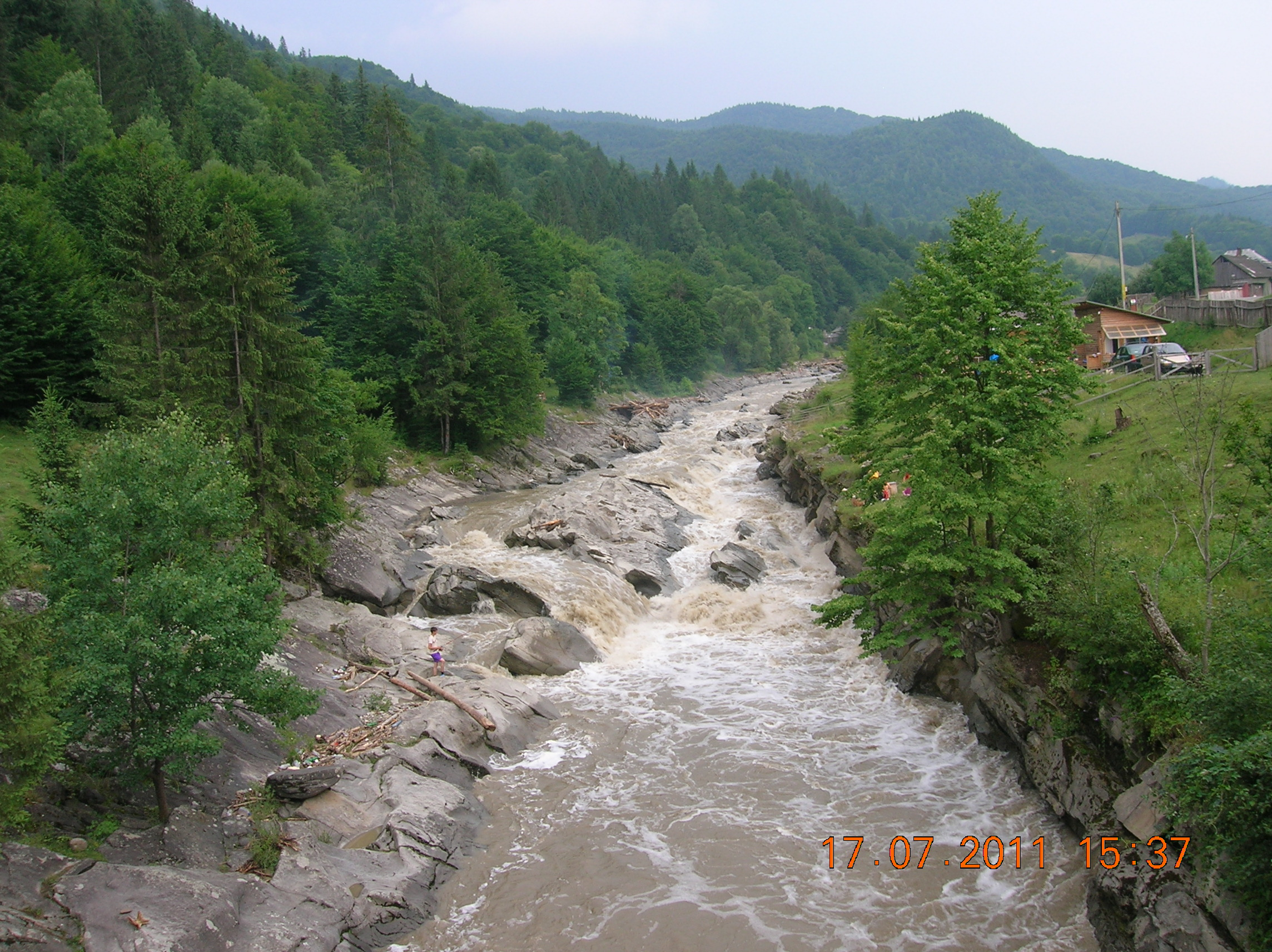
Râul Tarcău (în zona Repezișurilor Ianuș)

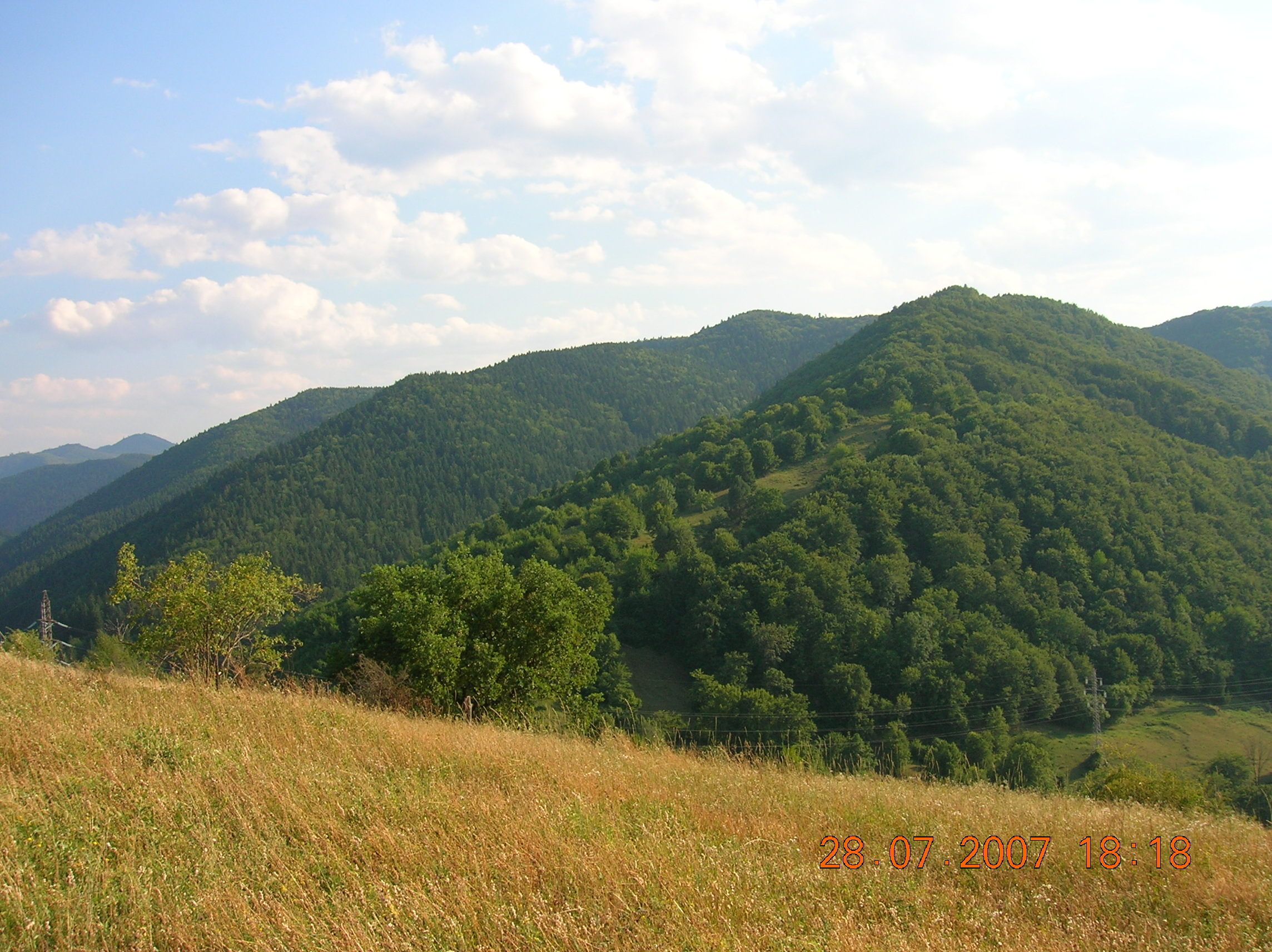
De pe Bâtca Doamnei spre sud-vest

### Vegetația
Vegetația Munților Tarcău este în proporție de 90 % de tip forestier, deosebindu-se două etaje: cel al molidului (Picea abies - Picea excelsa) și cel al fagului(Fagus sylvatica), asociate secundar cu vegetație ierboasă.
- Etajul molidului[6] reprezintă mai mult de 50% din areal, specia fiind distribuită în special la nivelul părților înalte și mijlocii a principalelor culmi - mai ales în partea înaltă din Grinduș și pe suprafața aflată între Dămuc și Valea Rece[4]. Molidișurile în aceste zone sunt pure sau aproape pure, masive, dese, întunecoase și monotone, stratul erbaceu sau arbustiv lipsind sau fiind slab dezvoltat.
- La înălțimi mai mici[6] - de aproximativ 850–900 m molidul se amestecă cu bradul (Abies alba) și cu fagul, stratul erbaceu devenind mai bogat, tip de vegetație întâlnit în arealul Culmii Goșmanu. Pe versantul estic al acesteia apar și pinete (Pinus sylvestris). Pentru acest etaj este reprezentativă rezervația forestieră Pădurea Goșman[4].

- Coborând până la 450–500 m[6] și aflat în special spre sud-est pe fondul influențelor climatice continentale și de foehnizare[4], apare etajul fagului, mai restrâns ca suprafață. Pădurile de fag sunt mai luminoase și conțin exemplare de paltin (Acer pseudoplantanus) și ulm (Ulmus montana). Tot în sud-est este prezent și Fagus thaurica[4]. Dintre arbuști se identifică scorușul (Sorbus aucuparia), alunul (Corylus avellana), vonicelul (Evonymus europaea), socul roșu (Sambucus racemosa) și socul negru (Sambucus nigra).
- Vegetația ierboasă[6] formează pajiști secundare, aflate sub formă de enclave în arealul forestier sau la partea superioară a molidișurilor. Pajiștile formate la peste 1400 m sunt dominate de țepoșică (Nardus stricta), enclavele molidișurilor conțin predominent păiuș roșu (Festuca rubra) cu sau fără țepoșică, iar în făgete predomină iarba câmpului (Agrostis tenuis), cu sau fără păiuș roșu. Un complex format din avascior (Arrenatherum elatius), avaz auriu (Trisetum flavescens) și păiuș de livadă (Festuca pratensis) caracterizează pajiștile aflate spre limita inferioară a arealului forestier (e.g. terasele Tarcăului și Asăului).

Covorul vegetal este format în ansamblu din peste 1200 de specii, din care 1/3 sunt plante inferioare, talofite și briofite, iar 2/3 superioare - în special fanerogame.
Plantele cu flori sunt reprezentate în principal de specii endemice: breabănul (Cardamine glanduligera), brusturul negru (Symphytum cordatum), clopoțelul [Campanula rotundifolia - Campanula carpatica], crucea voinicului (Hepatica transsylvanica), Garofița de munte (Dianthus tenuifolius), gălbenelele de munte (Ranunculus carpaticus), mierea ursului (Pulmonaria rubra), margareta (Chrysanthemum rotundifolium), omagul [Aconitum moldavicum - Aconitum lasianthum (o. galben) - Aconitum toxicum (o. vânăt)], zada (Larix decidua subsp. carpatica).
Specii mai rar întâlnite sunt: bulbucii de munte (Trollius europaeus), sângele voinicului (Nigritella rubra), tisa (Taxus baccata). Se regăsește și o specie - relict terțiar: vornicerul pitic (Evonymus nanus), pe valea Tarcăului.
Demne de menționat mai sunt plantele medicinale, cum ar fi: afinul (Vaccinium myrtillus), arnica (Arnica montana), coada șoricelului (Achillea millefolium), mușețelul (Matricaria chamomilla), pojarnița (Hypericum perforatum), sau dintre ciuperci gălbiorul (Cantharellus cibarius), ghebele (Armillaria mellea), hribul (Boletus edulis), Râșcovul de brad (Lactarius deliciosus), vinețica (Russula vesca), ori dintre plantele alimentare, zmeurul (Rubus ideaeus), fragii (Fragaria vesca).
Solurile cambice se prezintă ca argiluvisoluri, soluri brune luvice și soluri brune eu-mezobazice, iar cele spodice, ca soluri brune acide și brune podzolice[A].

### Fauna
Pe lângă bogata faună de nevertebrate specifică pădurilor de fag sau conifere ori cu areal larg de răspândire, în Munții Tarcăului se regăsesc numeroase alte specii vertebrate.
Astfel apar pești precum : boișteanul (Phoxinus phoxinus), fântânelul (Salvelinus fontinalis), lipanul (Thymallus thymallus), moioaga (Barbus meridionalis), păstravul (Salmo trutta fario), porcușorul (Gobio uranoscopus frici), zglăvoaca (Cotus gobio).
Se regăsesc reptile și amfibieni ca: broasca râioasă verde (Bufo viridis), roșie (Rana temporaria) și cafenie (Rana arvalis), brotacul (Hyla arborea), șopârla de munte (Lacerta vivipara), tritonul carpatic - mai rar (Triturus montandoni), salamandra (Salamandra salamandra), vipera comună (Vipera berus).
Dintre păsări, pe lângă pâraiele cu pantă mare se află: arinarul (Chrysomirtis spinus), cintița (Fririgilla coelebs), gușa roșie sau cărămidarul (Erithacus rubecula), muscarul sur (Muscicapa striata), pescărelul verde (Alcedo ispido) și cel negru (Cinclus aquaticus). Se regăsesc printre livezi sau poieni: botgrosul (Coccothraustes coccthraustes), ciocănitori [verde (Picus viridis) - ghionoaia, pestriță (Dendrocopos major), sură (Picus canus), de gradini (Dendrocopos syriacus) și cea de munte (Dendrocopos leucotus)], pițigoi care coboară toamna din văi [cucuiat (Parus cristatus), cel de munte (Parus atricapillus), cel vărgat (Parus coeruleus) și cel de sat (Parus major) - aflat tot timpul anului], roșchița sau mugurarul (Pyrrhula pyrrhula), vrabia (Passer domesticus). Porumbelul sălbatic (Columba palumbus) este caracteristic pentru făgete, iar în pădurile de conifere apar buha (Bubo bubo), cocoșul de munte (Tetrao urogallus), cucuveaua (Athene noctua), eretele (Falco vespertillus), gaia (Milvus milvus), minunița (Aegolius funereus). În special, în pădurile de conifere și mai puțin în cele de fag viețuiesc forfecuța (Roxoia curvirostra), pasărea de jir (Melancorypha leucoptera) și corbul - ocrotit (Corvus corax). Mierla neagra - sau sură (Turdus merula) și ce de padure - sau gulerată (Turdus torquatus), precum și cea numită sturz popesc (Turdus viscivorus) pot fi văzute la toate etajele silvice.
Mamiferele care apar sunt: cerbul (Cervus elaphus) - în special în pădurile de fag, jderul (Maries martes), lupul (Canis lupus) - ocazional, pârșul cenușiu (Glis glis) - în făgete și alunișuri, pârșul de alun (Muscardinus avellanarius), râsul (Lynx lynx) - ocrotit, șoarecele de padure (Apodemus sylvaticus), ursul (Ursus arctos), veverița (Sciurus vulgaris), vulpea (Canis vulpes) - ocazional.

## Căi de comunicație
Munții Tarcăului sunt accesibili în primul rând rutier (circumferențial, cu excepția laturii de vest), dar și feroviar (în nord, sud și sud-vest) și de la distanță aerian. Zona de vest este cea mai vitregită, fiind lipsită în cea mai mare parte atât de drumuri de acces modernizate cât și de rețea feroviară. 

### Infrastructura rutieră

#### Rețeaua rutieră
Masivul este deservit de o rețea de drumuri construite atât pe structura de suport a DN15 cât și a DN2 respectiv DN12.
Masivul este circumscris astfel:
- Pe flancul de nord și nord-vest de DN12C între Bicaz Chei și Bicaz, apoi de DN15 spre Piatra Neamț.
- La nord - este și est de DN15 între Piatra Neamț și Roznov, iar mai departe spre Tazlău și Ardeoani de DJ156C.
- În zona sudica DN2G flanchează versanții sud - estici între Ardeoani și Comănești, pentru a se continua spre Pasul Ghimeș-Palanca și valea Oltului cu DN12A.
- Spre vest, axialele Dămucului și Văii Reci legate între ele de DJ127A prin șaua din Culmea Fagului, sunt asfaltate pe porțiuni scurte (în nord până la Dămuc și în sud până la Valea Rece).

Centura de căi de acces modernizate care înconjoară munții se continuă - cu excepția părții de vest - cu drumuri în general modernizate în partea terminală a axialelor văilor pe distanțe variabile, continuate ulterior de drumuri forestiere accesibile în mare parte. Acestea parcurg în general văile până aproape de obârșie, în partea vestică oferind acces până pe cumpene orografice înalte
Nu există drumuri publice (cu excepția unora forestiere) care să traverseze masivul dintr-un capăt în altul.

#### Starea drumurilor
Chiar și pentru cele modernizate, în ansamblu nu este foarte bună (cu excepția DN15 și a DN2G). În vest, continuitatea DJ127 A este încă (2012) întreruptă în mai multe locuri. 
Drumurile axiale secundare, după o porțiune inițială modernizată de până în 10 – 15 km, devin pietruite, pentru a se continua cu drumuri forestiere relativ accesibile.

### Infrastructura feroviară
Rețeaua feroviară este tributară magistralei principale 500. De la nord la sud se identifică astfel:
- Magistrale 509 (secundară și neelectrificată) pe porțiunea Roznov - Piatra Neamț - Bicaz. Deși calea ferată continuă prin Tașca, Neagra, Bicazu Ardelean până la Bicaz Chei, transportul de persoane se face numai până la Bicaz.
- Magistrala 501 (electrificată) între Comănești și Lunca de Mijloc se continuă prin Pasul Ghimeș până în valea Oltului.

### Acces aerian
Aeroporturile cele mai apropiate (în distanțe calculate de la Bicaz, Piatra Neamț, Moinești, Comănești) sunt la:
- Târgu Mureș: 170, 196, 240, 230 km
- Bacău: 87, 60, 49, 57 km

## Diviziuni administrative, localități
Munții sunt slab populați, sub 10 loc./km2. O densitate mai mare a populației se constată de-a lungul văilor circumferențiale, precum și de-a lungul cursurilor inferioare ale Tarcăului și Asăului. Cu predilecție, densitatea variază, în sens pozitiv, în principal în arealele de sud-est și sud (culoarul Solonț - Moinești - Comănești) și cel nord-vestic (valea Bicazului), precum și în zona care cicumscrie municipiul Piatra Neamț. 
Administrativ sunt situați pe teritoriul a trei județe: în principal, Neamț în nord și Bacău în sud. O mică parte în sud-vest aparține de județul Harghita.
În sens orar sunt circumscriși de următoarele aglomerări urbane: Bicaz (nord), Piatra Neamț (nord-est), Roznov (est), Moinești (sud-est), Comănești (sud).
Mai multe entități administrative (majoritatea comune) își împart arealul montan, în sens orar:
- Din Neamț: Dămuc, Bicaz Chei, Bicazu Ardelean, Tașca, Bicaz (oraș), Tarcău, Pângărați, Alexandru cel Bun, Piatra Neamț (oraș), Dumbrava Roșie, Piatra Șoimului, Borlești, Tazlău
- Din Bacău: Balcani, Pârjol, Ardeoani, Solonț, Măgirești, Zemeș, Moinești (oraș), Comănești (oraș), Asău, Agăș, Palanca, Ghimeș - Făget
- Din Harghita: Lunca de Jos[13]

## Activități economice
Resursele minerale din zonă sunt modeste: petrolul, gazele naturale și șisturile bituminoase se extrag din zona de est, materialele de construcție (gresia) - din zona centrală a Tarcăului. Ape minerale în general au debite scăzute.
Activitățile economice de bază în aria montană propriu-zisă sunt cele agro-zootehnice și forestiere, asociate cu prelucrarea lemnului. În unele zone se practică mineritul (Asău) sau extragerea petrolului (bazinele Tazlăului Sărat, Tazlăului și Asăului) au rol semnificativ. Industria lemnului se concentrează pe văile Tarcău și Piatra Neamț.
Unele localități asociază funcții balneo-climatice sau turistice prin prezența apelor minerale, a unor elemente de patrimoniu cultural, laic sau religios. Activitatea turistică este slabă sau  inegal repartizată, concentrându-se în principal în arealul bazinului Tarcăului și în cel limitrof municipiului Piatra Neamț. În partea de sud, acoperirea cu servicii turistice este centrată în general pe arealul limitrof văii Trotușului.

## Servicii sociale

### Asistență medicală
Accesul spre asistență medicală înspre vest, este grevat de necesitatea de a traversa culmea Carpaților Orientali prin Pasul Pângărați (spre Gheorgheni și mai departe spre Târgu Mureș, în zona de nord), respectiv prin Pasul Ghimeș (spre Miercurea Ciuc și mai departe spre Târgu Mureș), în zona de sud.

#### Spitale cu camere de gardă
În ordinea apropierii și a clasificării pe competențe sunt la:
- Categoria a V-a (monospecialitate): Spitalul de Pneumoftiziologie Bisericani (est)
- Categoria a IV-a: Buhuși (est), Gheorghieni (nord-vest)
- Categoria a III-a: Piatra Neamț (nord și nord-est), Moinești (sud și sud-est), Bacău( sud și sud-est, cu nivel superior[17]), Miercurea Ciuc (sud-vest)
- Categoriile I și II: Iași (est), Târgu Mureș (vest, cu nivel superior[17])

#### Stații sau substații de ambulanță și transport sanitar
În ordinea apropierii eficiente, acestea se află la:
- Pentru arealul de nord: Piatra Neamț, Bicaz [18]
- Pentru arealul estic: Buhuși[19]
- Pentru arealul sud-vestic: Lunca de Jos (Harghita) [20]
- Pentru arealul sudic și sud-estic: Moinești, Comănești[19]

### Acoperire prin rețeaua de telecomunicații
Cu excepția rețelelor fixe, în general serviciile GSM, la periferie este de bună calitate spre nord, nord-est și sud-est, mai slabă spre sud-vest și foarte slabă spre vest.
În zonele interioare este aproape cvasiinexistentă - mai ales în arealul central și vestic, fiind ceva mai bine reprezentată pe culmile estice (Goșmanu-Geamăna și Munceii Bistrița-Tazlău) sau înalte cu expunere estică din zona centrală. Acoperiri ceva mai largi au Cosmote, și Vodafone, iar ceva mai puțin Orange.

### Servicii administrative și de ordine publică, poștale și bancare, de învățământ
Prezența acestor servicii este preponderentă în mediul urban. În cel rural, în general, doar satele de reședință ale comunelor dețin facilități administative, posturi de poliție, oficii poștale și facilități bancare (cel mai frecvent Bancpost și CEC Bank) Repartiția unităților de învățământ (deși favorizează centrele administrative) se îndepărtează de modelul de mai sus.

## Obiective turistice

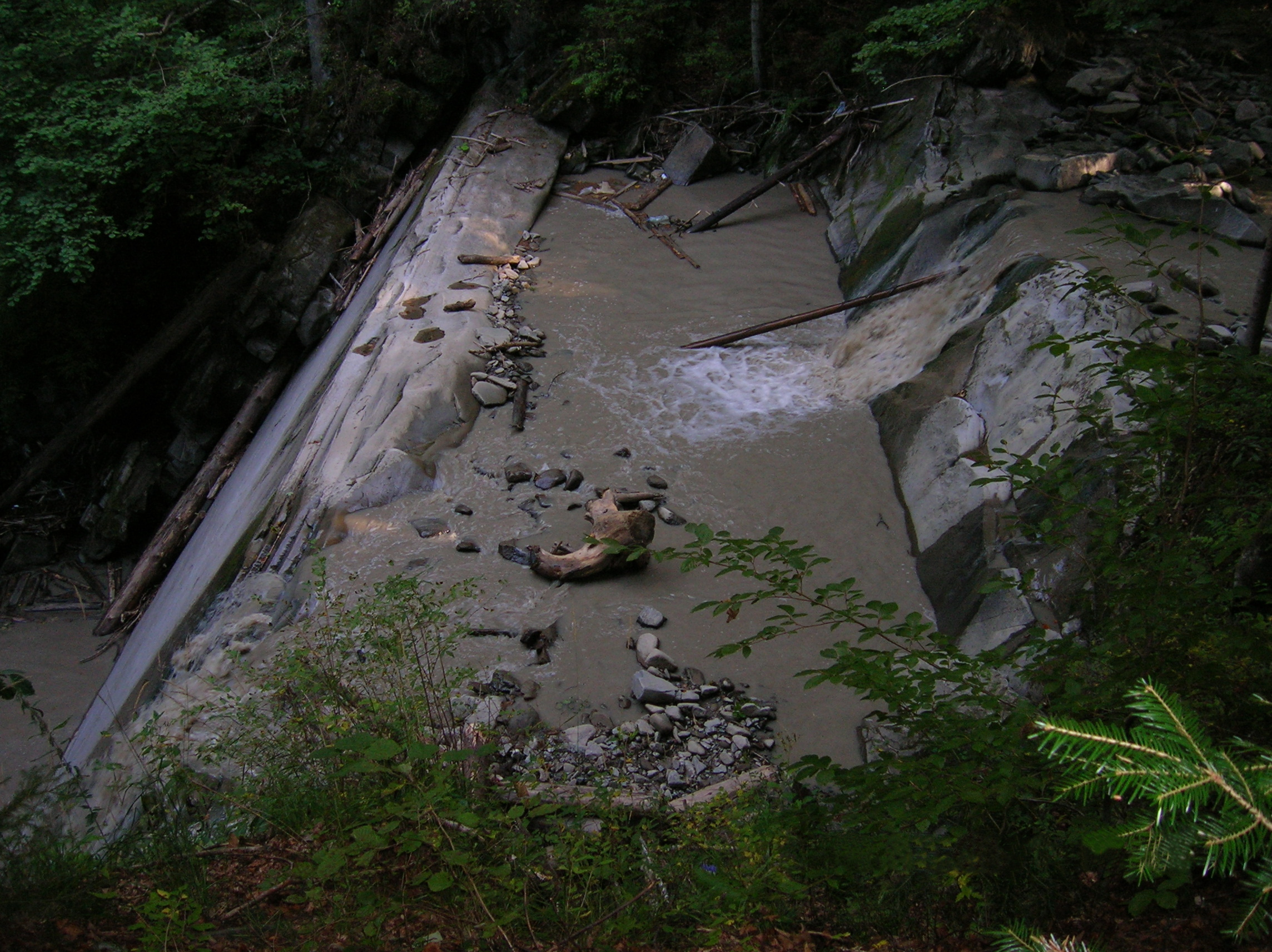
Defileul Bolovănișului-Cascada Bolovăniș-Treptele inferioare

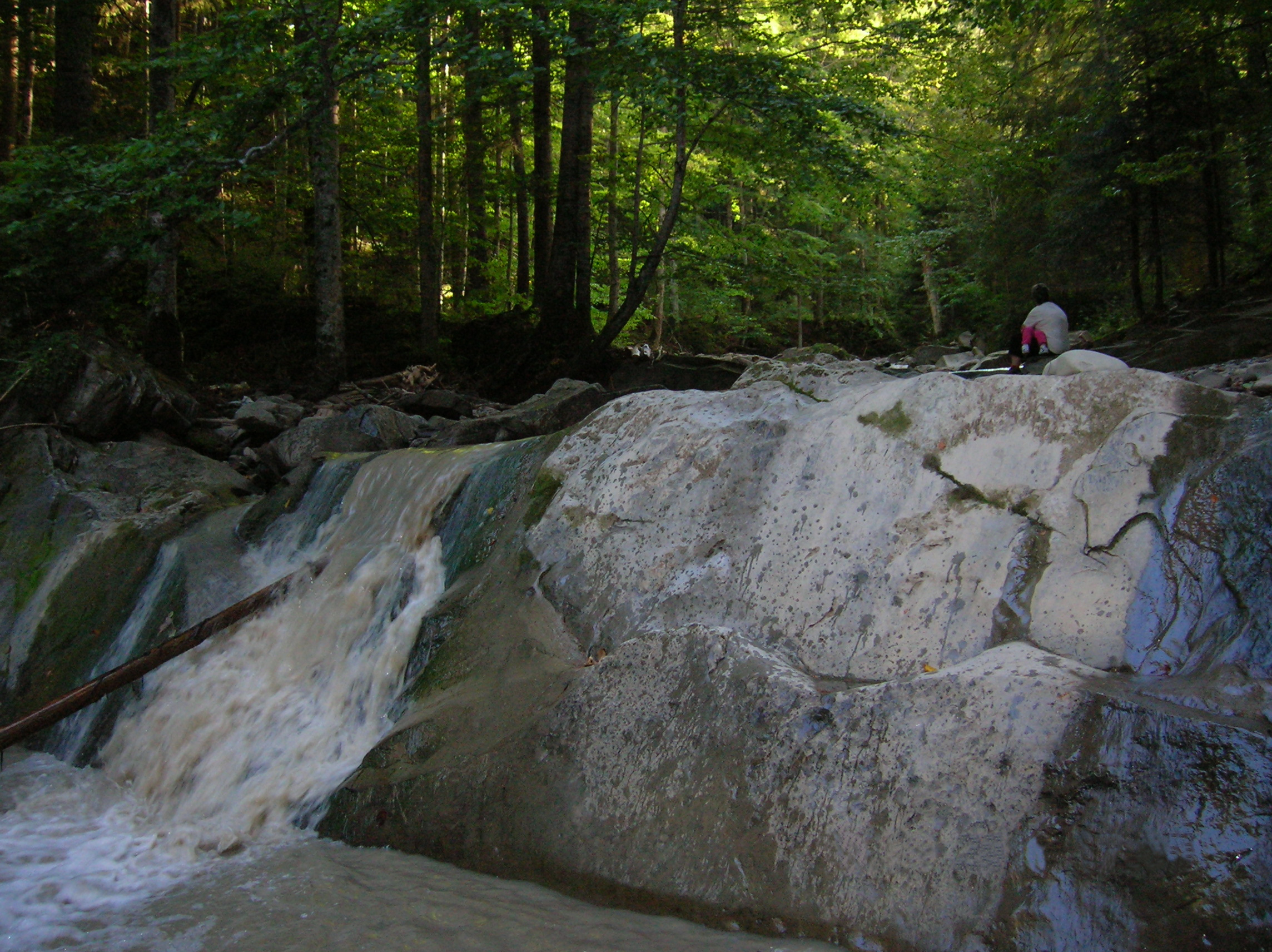
Defileul Bolovănișului-Cascada Bolovăniș-Treapta superioară

### Naturale

#### Bazinul Tarcăului (cascade și defilee)
Cascadele și defileul Bolovănișului:
- Cascada Bolovăniș[24][25][26] este situată în Defileul Bolovănișului (pârâul având ca emisar Tarcăul), la aproximativ 3,9 km de gura de vărsare a acestuia. Este cea mai mare din Munții Tarcău, pe firul apei Bolovănișului fiind precedată în amonte și succedată în aval de alte 2 cascade mai mici, aflate la aproximativ 3,6 respectiv 0,8 km pe firul apei.
- O placă imensă de gresie ce se ridică în calea apelor dă aparența regularități întruchipate de mâna omului, părând la prima vedere un baraj antropic. Câțiva metri mai sus, se află alte 2 trepte mai mici ale aceleiași căderi de apă.
- Defileul este săpat adânc de apă în gresie, fiind lung de peste 3 km, cu porțiuni spectaculoase.

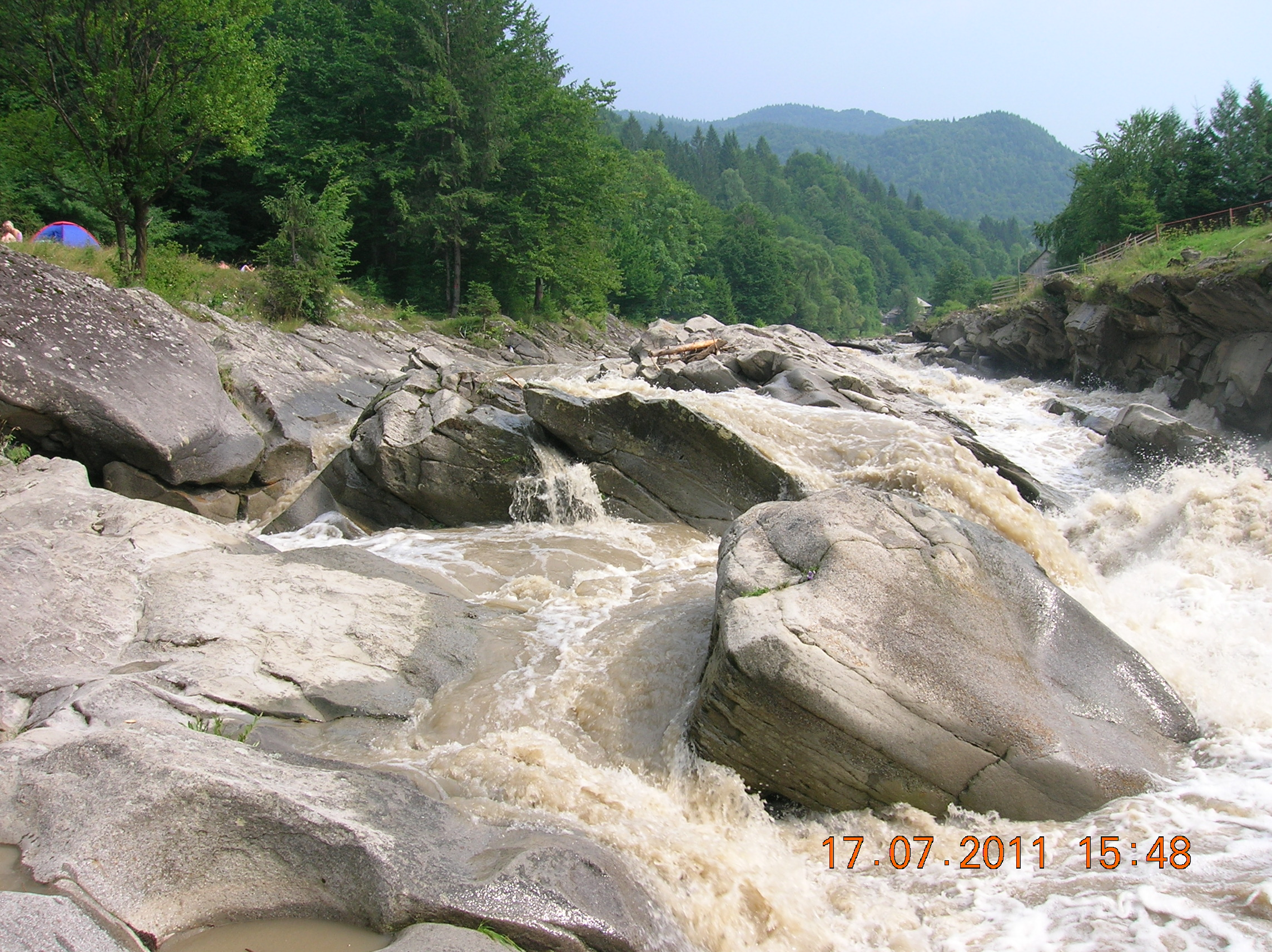
Repezișurile Ianuș-Valea Tarcăului

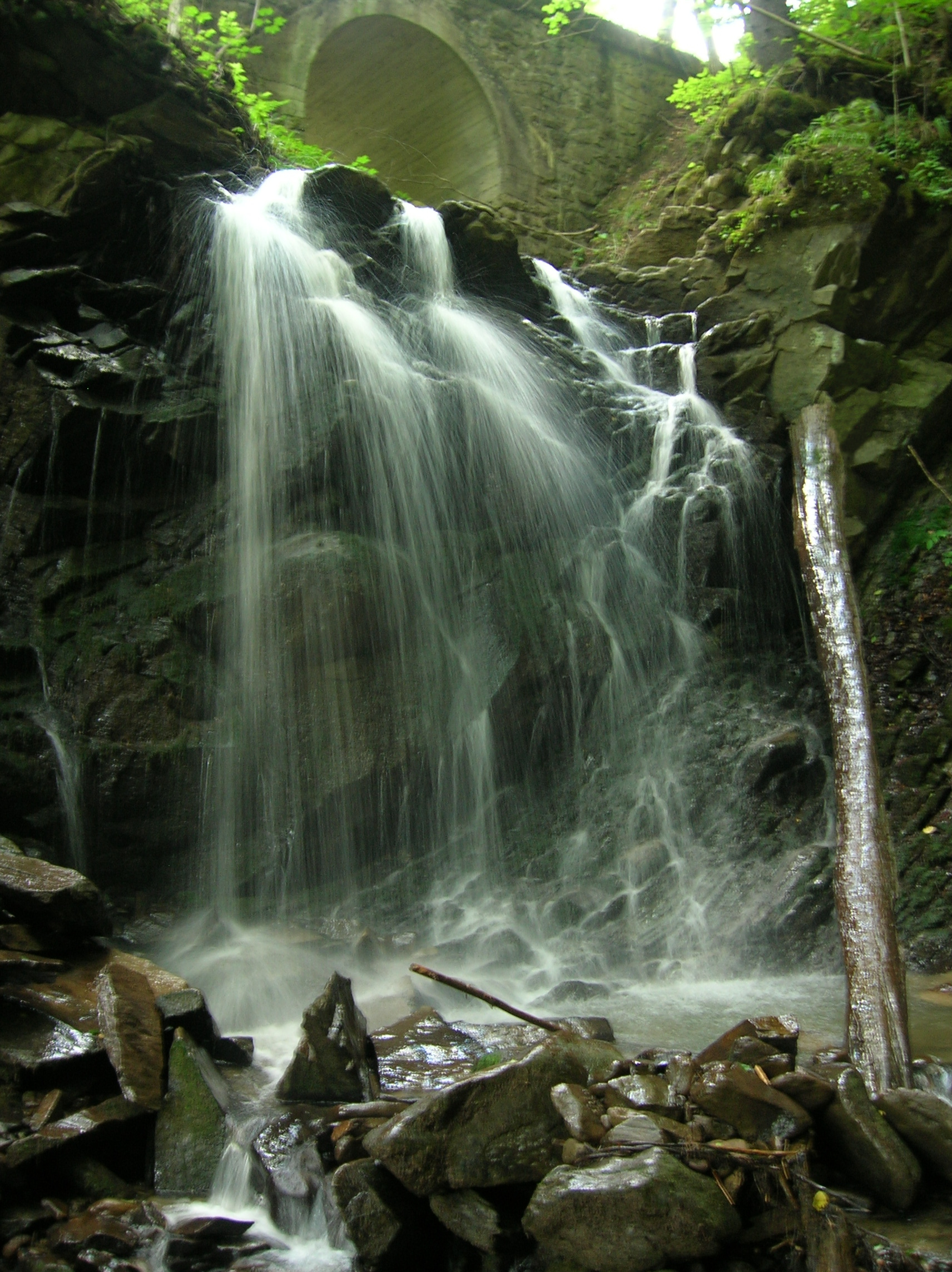
Cascada Frasin-Valea Tarcăului

Alte frumoase cascade mai pot fi întâlnite pe cursul Frasinului, Piciorului Pascului, Goșmanului, Răchitișului - în apropiere de vărsarea acestora în Tarcău, precum și pe văile Tărcuței (pe dreapta sensului de curgere) și Cășăriei (pe stânga sensului de curgere).
Repezișul-cascadă de la Ianuș - Se află în satul Cazaci. Aici cândva exista un complex meșteșugăresc, cu moară, stează și piuă.
Valea Tărcăuței, înainte de confluența cu Tarcăul se adâncește într-un interesant defileu - defileul Tărcuței, iar spre vărsare Ața străbate un sector de chei săpat în gresie - Cheile Aței.

#### Valea Calul (Piatra Șoimului, Cascada Dracului, Poiana Murgoci)

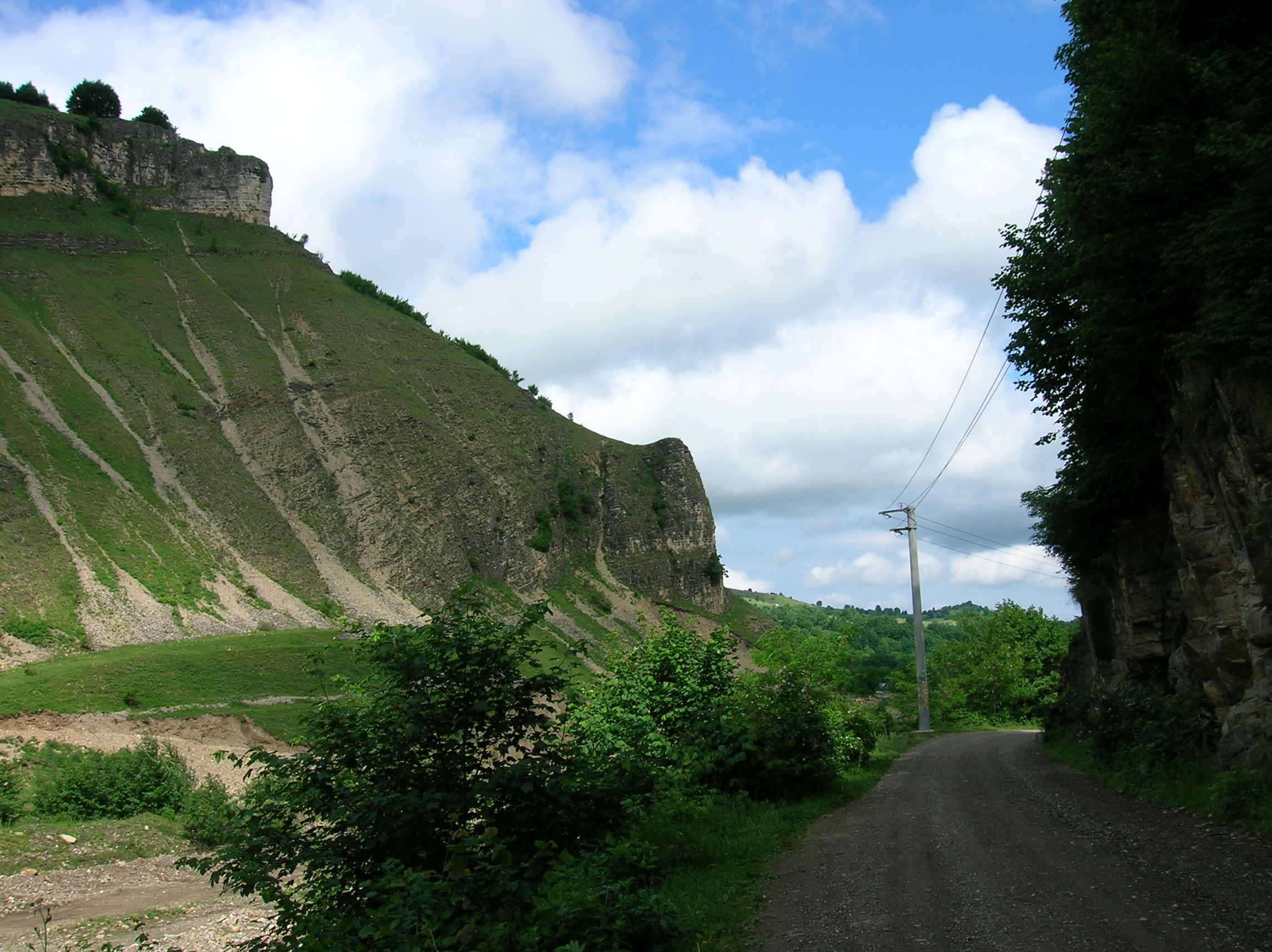
Piatra Șoimului, valea pârâului Calul

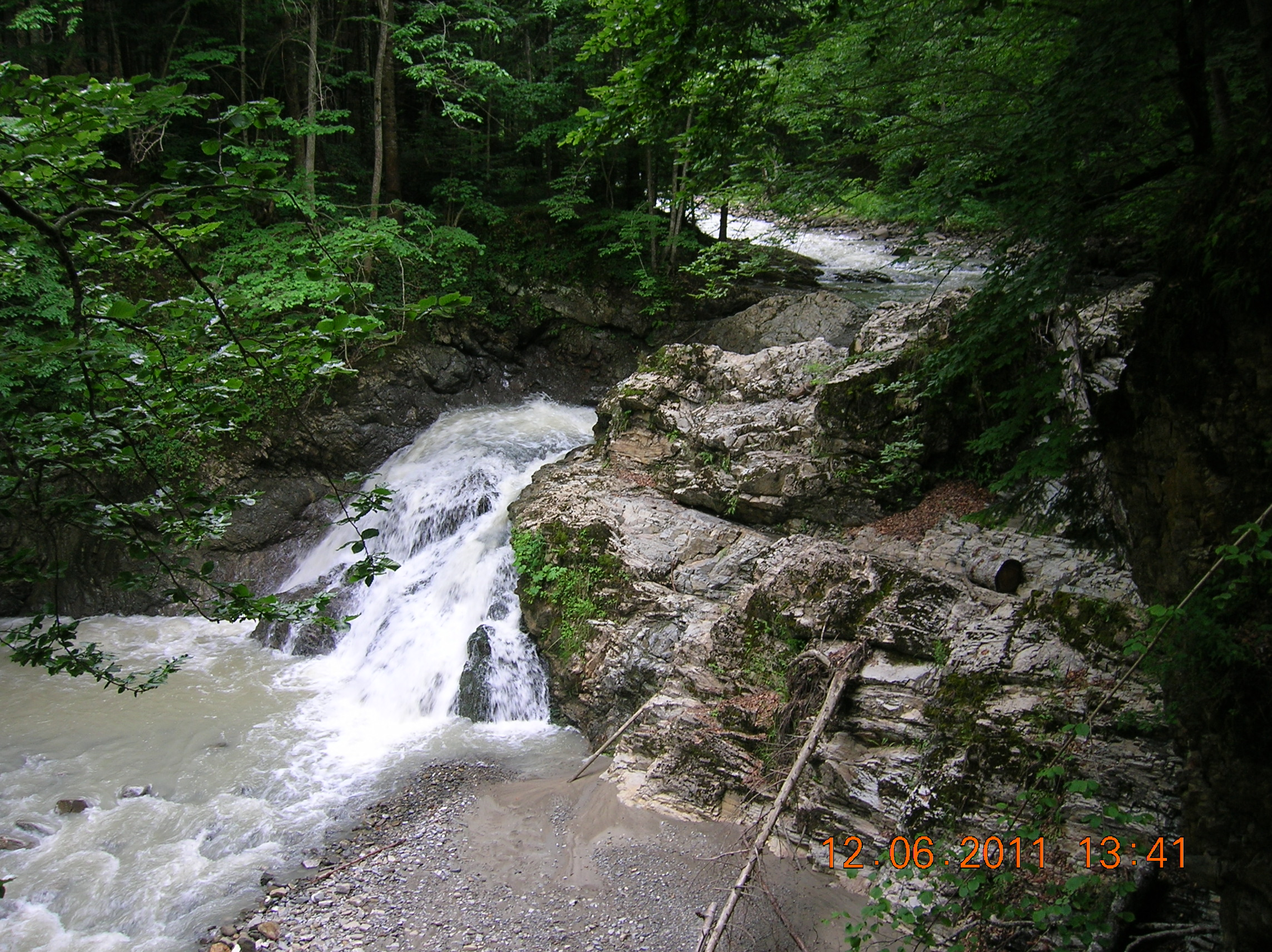
Cascada Duras, Negulești

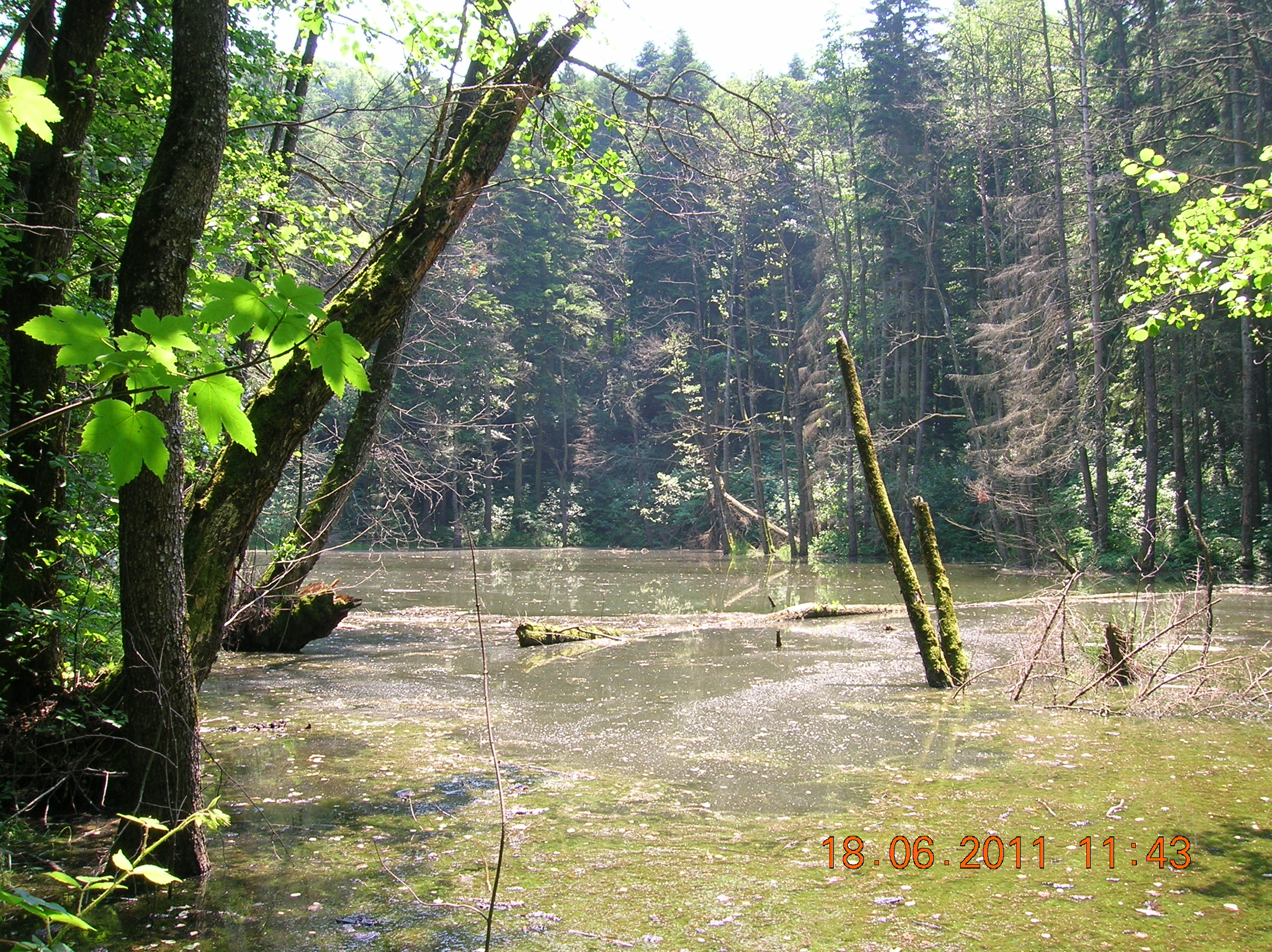
Lacul Veselaru, Negulești

Stânca Piatra Șoimului - Are 485 m și este situată în satul Piatra Șoimului din comuna cu același nume, pe partea stângă pârâului Calu. Reprezintă  o stâncă înaltă de gresie, martor de eroziune
Cascada de pe Pârâul Dracului - Pârâul este omonimul Tocilei, situat în partea cealaltă de versant, spre valea Iapa.
Poiana Murgoci - este cunoscută pentru câțiva paltini seculari groși și înalți. Se află spre vârful Murgoci în amonte de Piatra Șoimului.

#### Valea Iapa (Cascada Duras, Lacul Veselaru, cascadele Tocilei)
Cascada Duras - Este situată la 4,5 km în amonte în amonte de satul Negulești din Comuna Piatra Șoimului, pe cursul superior al pârâului Iapa . 
De-a lungul timpului pârâul Iapa a săpat valea astfel încât aceasta este formată dintr-o alternanță de defilee și sectoare depresionare. 
Lacul Veselaru - Este un lac aflat pe o treaptă de alunecare formată în anul 1940, situat în satul Luminiș din Comuna Piatra Șoimului, pe versanții din dreapta pârâului Iapa. Are o suprafață de 0.35 ha.
Cascadele Tocila 1 și 2 - Pârâul Tocila are 2 cascade, una este situată chiar în apropierea drumului axial al văii Iapa, la 1 km aproximativ în amonte de capătul satului Negulești, iar cealaltă se află pe același versant, mai sus în amonte.

#### Bazinul Tazlăului Sărat (Stogul de Piatra, Lacul Modârzău)
Zona Stogul de Piatră:
- Interesante klippe înfrumusețează Munceii Uture, aflați pe cumpăna apelor dintre Tazlăul Sărat și Tazlăul Mare. Obiectivele se află în zona care circumscrie Vârful Stogul de Piatră[35] (976 m altitudine[36]) și, pot fi accesate prin intermediul DJ117 dntre Moinești și Bolătău[35]. Stâncile uriașe au forme ciudate.
- La Deget[37] - Denumire dată din cauza unor impresiuni naturale - de forma unor degete ridicate
- Piatra cu ceaun[38] sau Piatra cu oală - Denumire dată din cauza unei adâncituri din spatele stâncii, de forma unui ceaun aproape perfect.
- Altarul[39] - Se află în apropierea vârfului pe o creastă secundară
- Stânca despicată[39] - Se află în apropierea vârfului pe aceeași creastă secundară cu Altarul
- Stogul de Piatră sau Stânca cu brazi[40] - Impresionează prin marime, culori și relief. Denumirea este dată de brazii care parcă ar crește din piatră în partea superioară.

Lacul Boiereasca - După unele surse numit Modârzău, se află în comuna Zemeș pe dealul împădurit în formă de șea dintre vârfurile Runcu și Jghiab, numit Modârzău - ce face hotarul între satele Solonț și Zemeș. Lângă luciul apei se află un complex turistic.

#### Zona Asăului (lacurile Asău Goioasa și Stirigoi, Cascada Apa Asău, Pârâul Lespezilor)
Lacul Asău - Este un lac format pe o treaptă de alunecare, situat în partea sud-estică a Prelucii Tâlharului pe prelungirea întinsă spre Trotuș a dealulului Muncelu - Piciorul Ciungii Popii (interfluviu situat între pârîul Chicera și cel al Ciungilor), în apropiere de satul Asău.
Lacul Goioasa - Este situat pe versantul sud-estic al Muntelui Muncelu (1268 m, aflat în partea sud-estică a Prelucii Tâlharului), s-a format în urma unei alunecări produse pe fața sudică a acestuia după cutremurul din 1977.
Cascada din Apa Asău - Este situată pe un mic afluent al Asăului, fiind vizibilă în perioadele mai umede ale anului. Se observă la 1 km de la ieșirea din Asău ca o "săritoare" în două trepte.
Lacurile de la Stirigoi - Sunt în număr de 3 și se află lângă Mănăstirea Stirigoi. Sunt lacuri similare, formate pe trepte de alunecare.
Valea Pârâului Lespezilor - Pârâul Lespezi are ca emisar Izvorul Alb, care se varsă în Asău. Valea sa este suport pentru drumul terasat pentru transport petrolier care ajunge la Bolătău. Pe cursul său se găsesc mici cascade și săritori.

#### Izvoare de ape minerale (Negulești, Moinești, Muhos, alte izvoare)
Izvoarele de la Negulești - Sunt (10 izvoare), sunt ape clorosodice, magnezice, iodurate. Există în apropierea izvoarelor sărate un izvor cu apă dulce oligoradioactiv. Potențialul lor a fost valorificat începând din 1874 până în 1962 în Stațiunea Balneo-Climaterică Negulești, actual aflată în conservare
Izvoarele de la Moinești - În zona municipiului există o serie de izvoare minerale: la Lucăcești, Schela Moinești si Lunca Șesului sunt clorosodice, iar în Parcul Băi și pe versantul nordic al Dealului Oșoiu - în Lucăcești, sulfuroase (dar și bicarbonatae, calcice, magneziene, hipotone) și feruginoase. O parte sunt captate, mai puțin cele din Lucăcești. Cândva orașul a figurat printre stațiunile balneare din România în mod oficial.
Baia tradițională Muhos - La poalele muntelui Barațcoș (1342 m), între satele Poiana Fagului și Răchitiș pe un afluent de dreapta al pârâului Valea Rece - Muhoș, valea găzduiește izvoare de apă minerală "pucioasă" și o mică amenajare balneară.
Alte izvoare minerale
- La Tarcău se găsesc ape oligominerale[55], la Ardeluța ape minerale necarbogazoase (plate)[56]
- La Piatra Șoimului sunt izvoare clorosodice, clorurate, iodurate, bromurate[56]
- La Nechit iodurate[57][58].
- Izvoare cu ape minerale clorurate se găsesc din nou la Tazlău[57] precum și în bazinul Tazlăului Sărat[55]
- Ape sulfatate sunt la Zemeș[59], Agârcia[60] (sulfatate, feruginoase sau vitriolice)[61] și Măgirești[55]. Ape sulfuroase se mai găsesc și pe teritoriul comunei Solonț[62], în cătunul Pădurăreni din satul Cucuieți[63]. Tot în apropiere, lângă satul Sărata din comuna Solonț, se găsesc izvoare clorosodice[63].
- În zona comunei Asău s-au identificat izvoare minerale pe Apa-Asăului, la locurile numite: "Preotese”, "Întarcatoare”, ”Pietrosul", "Pârâul lui Iacob", "La poalele Santei"[64].
- În zona comunei Agăș se află izvoare minerale pe pâraiele Făgețel, Sugura, Gura Paloșului[8].

#### Rezervații naturale (Brateș, Goșman, Agârcia, Cerneguara, Moinești)
În arealul Munților Tarcău se găsesc mai multe arii protejate prin lege. Aceste sunt: Rezervația faunistică Brateș - o zonă montană împădurită, cu rol de protecție pentru cocoșul de munte (Tetrao urogallus), Pădurea Goșman (cel mai vechi arel protejat din Munții Tarcău) - cu statut de codru secular și Pădurea de pini de la Moinești - rezervație naturală de pini negri.
În arealul Munților Tarcău (situat în Oligocen pe fundul Mării Paratethys) se găsesc și zone fosilifere, actual protejate. Astfel lângă Piatra Neamț sunt rezervațiile Agârcia - localizată la o altitudine de 400 m pe versantul drept al pârâului Doamna și Cernegura - localizat în dreapta râului Bistrița pe unul dintre versanții dealului Cernegura (852 m altitudine). Fauna marină fosilă găsită aici este foarte bogată, acoperind toate nișele ecologice disponibile - de la apele de litoral până la cele mai adânci zone propice vieții.

### Antropice

#### Complexul monastic
Mănăstirea Daniil Sihastrul Tărcuța - Este mănăstire de călugărițe. Complexul construit din lemn este înființat în anul 2000, fiind situat la aproximativ 25 km de comuna Tarcău pe valea Tărcuței (afluent de stânga al râului Tarcău). Are hramurile Sf. Daniil Sihastrul și Acoperământul Maicii Domnului. Accesul se face pe un drum forestier.
Mănăstirea Sihăstria Tarcăului - Este mănăstire de călugări. Situată pe valea Tarcăului, are o biserică cu hramul Duminica Tuturor Sfinților din lemn de frasin pe o fundație de piatră, ce a fost construită de către meșteri locali în 1833, iar turnul-clopotniță din bârne de lemn în 1868. Cu excepția catapeteasmei, nu este pictată.
Schitul Sfântul Ilie - Brateș - Este schit de călugări situat în zona fostei vămi ungurești, având hramul Sfântului Ilie Tezviteanul. Accesul se face pe drumul forestier axial al pârâului Brateș, fiind situat la 24 km de comuna Tarcău și 11 km est de satul Brateș.
Schitul Înălțarea Domnului - Brateș - Este un schit de călugări înființat după 1989 și construit pe o colină în mijlocul satului Brateș. La origini a fost o biserică parohială.
Schitul Bahrin - Este schit de călugări, fiind un schit lipoveneasc de rit vechi cu hramul Sfântul Cuvios Paisie. Este situat la poalele vârfului Bahrin. Accesul se face din Piatra-Neamț pe drumul forestier axial al pârâului Doamna, continuat cu cel al afluentului de dreapta Bahrin..
Mănăstirea Nechit - Este mănăstire de călugări, fiind situată la capătul din amonte al satului Nechit din comuna Borlești. Biserica actuală este construită din 1864.. Hramul este Schimbarea la față, iar locația se află la 35 km de Piatra Neamț pe valea pârâului omonim, la 8 km vest de Borlești.
Mănăstirea Tazlău - Este mănăstire de călugări, fiind situată la poalele Măgurii Tazlăului, la 20 de km de Roznov și la 36 km sud de Piatra-Neamț. Aparține ctitoriilor voievodale din epoca lui Ștefan cel Mare. Lăcașul este de forma unei fortărețe cu ziduri prevăzute cu metereze și contraforturi exterioare. Turnul-clopotniță este atribuit voievodului Petru Rareș. Ușa sculptată din pridvor este realizată în lemn de tisă.
Sihihăstria Solonț - Schitul Sihăstria Crucii este de călugăr și, se află în satul Cucuieți din comuna Solonț, județul Bacău, în nord - vestul Depresiunii Tazlău pe cursul superior al pârâului Cucuieți, la 5 km nord de satul Solonț.
Mănăstirea Stirigoi - Este un schit de călugări, fiind situat la peste 1200 de metri altitudine pe platoul Muntelui Chiliilor, ce aparține Culmii Runcul Stânelor. La mănăstire se poate ajunge mergând de la Moinești spre spre Bolătău și apoi după Zemeș la stânga pe drumul petrolier principal, 12 km.
Schitul Pietrosu - Este situat în satul Păltiniș din comuna Asău.

#### Elemente arhitecturale cu valoare peisagistică
Biserica de piatră din Huisurez - Este o biserică de rit ortodox cu hramul Sfinții Apostoli Petru și Pavel, situată în satul Huisurez pe versantul drept al pârâului Dămuc. Materialul folosit la ridicarea construcției este piatra.
Biserica de lemn Sfîntul Ilie din Negulești - Face parte dintre reperele de arhitectură populară excelent integrate în peisaj. Este construită din lemn de brad cu tălpi de stejar, în satul Negulești din Comuna Piatra Șoimului, județul Neamț. Complexul - cu un stil frumos echilibrat - are o casă socială cu o bibliotecă cu peste 2. 000 de volume, aghiazmatar, casă de oaspeți, un pod la intrare, fântână pictată, un monument al eroilor în stilul unui mausoleu, un parc.

#### Muzee, cetăți și case memoriale
Muzeul de Artă Iulia Hălăucescu - Se află în comuna Tarcău în clădirea construită din gresie de Tarcău, a școlii gimnaziale date în folosință în 1942. Clădirea muzeului cuprinde șase săli care adăpostesc aproape 120 de lucrări plastice, dar și obiecte personale ale artistei care a fost supranumita "doamna acuarelei românești", precum și și o expoziție de ceramică și unelte meșteșugărești din zonă.
Cetatea dacică Petrodava - Fortificația a fost construită lângă Piatra Neamț pe o prelungire nordică (bâtcă de 457 m) a muntelui Doamna. Nivelele de locuire încep din Neoliticul timpuriu (Cucuteni A), continuă cu Epoca bronzului (cultura Monteoru) și ulterior cu cetatea dacică (secolul I î.e.n – I e.n.) și ulterior cu o așezare feudală (secolul XII).
Casa memorială I. I. Mironescu - Casa profesorului universitar și scriitorului ieșean I.I. Mironescu (1883-1939), se află în Comuna Tazlău.

### De vecinătate
Valea Bicazului: Situl Natura 2000 Cheile Șugăului-Munticelu, Cheile Bicazului Cheile Bicăjelului, Cheile Lapoșului, Peștera Toșorog
Valea Bistriței:
- Barajul de la Bicaz și Lacul Izvorul Muntelui, Lacurile Pângărați și Vaduri
- Mănăstirile Pângărați, Bisericani, Bistrița, Biserica Roznovanu din Roznov.

Municipiul Piatra Neamț:
- Cetatea dacică de la Bâtca Doamnei, Curtea domnească și Turnul Clopotniță,
- Bisericile Sf. Ioan , Precista, Sfinții Petru și Pavel și cele de lemn: Biserica schitului Draga, cele din cartierele Văleni și Vânători, Sinagoga
- Casa memorială Calistrat Hogaș
- Celelalte coline: Cozla, Cârloman și Pietricica, celelalte arii protejate Cozla, Pietricica
- Telegondola, Pârtia de ski, Patinoarul, Ștrandul, Baza hipică

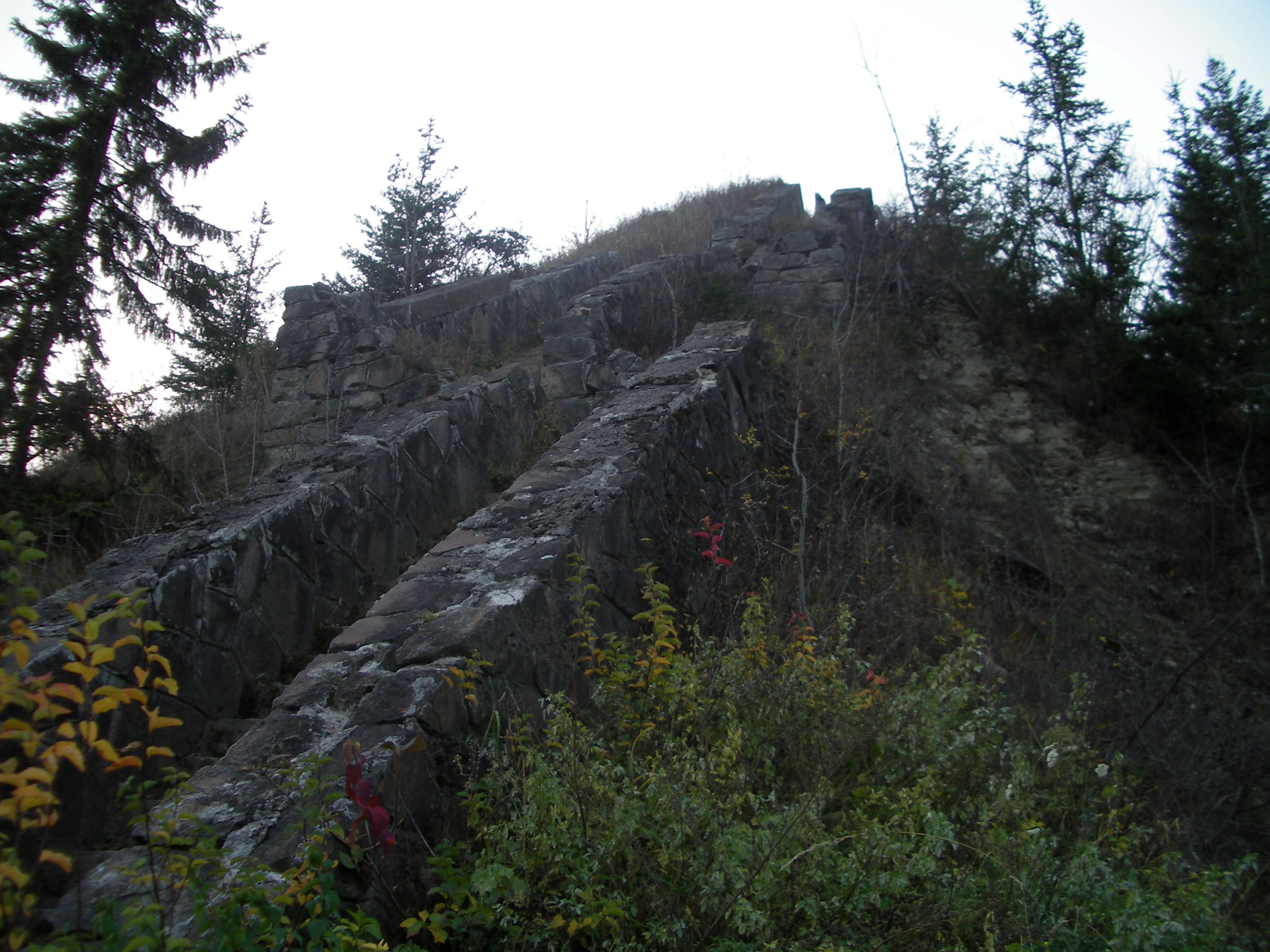
Cetatea Rakozi din Comuna Ghimeș

Municipiul Moinești: Parcul Băi, Monumentul Dada
Valea Trotușului: 
- Orașul Comănești: Fostul palat Ghica
- Comuna Brusturoasa: Monumentul de la Cuchinicș, construit în amintirea jerteflor din Primul Război Mondial
- Comuna Palanca: Monumentul dedicat fratelui - erou la romanului Pădurea spânzuraților - scriitorului Liviu Rebreanu (ridicat pe un promontoriu de pe stânga Trotușului), Muzeul Etnogrefic Palanca și Moara tradițională din satul Ciugheș
- Comuna Ghimeș: Ruinele fostei cetăți de graniță a principelui Transilvaniei Bethlen Gábor (cunoscută din motive neprecizate ca și Cetatea Rackozi)[96](pe dreapta Trotușului)

## Caractere turistice

### Caractere generale
Munții sunt destul de puțin cunoscuți și vizitați, având un potențial încă insuficient valorificat. Lipsesc în cea mai mare parte căile de acces modernizate care să pătrundă în inima masivului (cu excepția drului asfaltat de pe valea Tarcăului). Totuși centura de căi de acces care înconjoară munții se continuă cu drumuri forestiere, accesibile în mare parte și autoturismelor de teren. Pentru conformitate, este recomandabilă obținerea unor informații pertinente, direct de la nivel local, despre starea reală actuală a drumurilor.
Traseele care pot fi urmate sunt destul de comode. Sunt de preferat excursiile în grup cu durate de 2-3 zile, deși de la bazele de plecare se pot face și ture scurte de 1 zi, mai ales primăvara și toamna. În general o mare parte dintre trasee pot fi parcurse pe drumuri forestiere în lungul văilor principale și ale afluenților acestora. Urcușurile nu sunt prea accentuate și în general au o durată sub 1 oră. Traseele sunt - în general - accesibile și iarna dacă durata lor nu depășește 8-9 ore. 
Izvoarele și pâraiele cu apă potabilă sunt destul de frecvente, ocazional putându-se folosi mijloacele auto locale.

### Facilitățile turistice
Traseele turistice nu sunt marcate. Pe orice traseu pot fi întâlnite la distanțe maxime de 3-4 ore stâne, diverse sălașuri, cabane de vânătoare sau refugii pastorale.
Singura cabană turistică este Ardeluța, situată la 24 km sud de centrul comunei Tarcău și DN15.

### Puncte de plecare pe trasee
Traseele de acces pornesc obligatoriu de pe principalele văi care limitează masivul: în special DN15 - Valea Bistriței și DN12A - Valea Trotușului, dar și DJ156A - Valea Tazlăului Mare sau (mai puțin) DJ127A (asfaltat parțial la extremități) - axial al văilor Dămucului și Văii Reci. Dintre cursurile de apă care îl străbat, mai ales Tarcăul în nord, Asăul, Camânca, Râul Tărhăușul și Bolovănișul trotușan în sud, Calul, Iapa, Nechitu și Tazlăul Sărat în est respectiv sud-est, constituie căile principale de pătrundere către inima muntelui.
Principalele baze de plecare:
- În arealul de nord: Municipiul Piatra Neamț este punct de pornire pentru zona Munceiilor Bistrița-Tazlău. Comuna Tarcău, prin așezarea sa în raport cu valea râului omonim reprezentintă principalul nod de comunicații pentru accesul atât pentru Culmea Grindușu – Ciudomâr cât și pentru Goșmanu - Geamăna. Comuna Dămuc situată pe valea pârâului omonim, oferă căi de acces facile spre culmea Muntelui Lung.
- În zona de est: Accesul spre Munceii Bistrița -Tazlău și mai departe spre Culmea Goșmanu-Geamăna se face în principal prin Comuna Piatra Șoimului, care este situată pe axialele văilor Calul și Iapa. Municipiul Moinești prin valea Tazlăului Sărat deservește arealul sudic și sud-estic al Munceilor Uture și al prelungirii Runcu Stânelor. Alte căile de pătrundere în inima masivului oferă satul Nechit din Comuna Borlești situat pe valea pârâului omonim și Comuna Tazlău prin valea omonimă, spre sectorul central al Culmii Goșmanu Geamăna.
- În sud comuna Asău este nod central situat optim pentru traseele localizate atât pe Preluca Tâlharului cât și Runcu Stânelor, iar Comuna Ghimeș-Făget relaționează cu traseele de acces atât pe prelungirea Ciudomâr a Culmii Grindușu cât și pentru zona Bolovănișului trotușan. Comunele Agăș, și Lunca de Jos (Harghita) sunt puncte de unde se poate sui pe văile Camencăi și Văii Reci.

## Galerie

### Obiective naturale

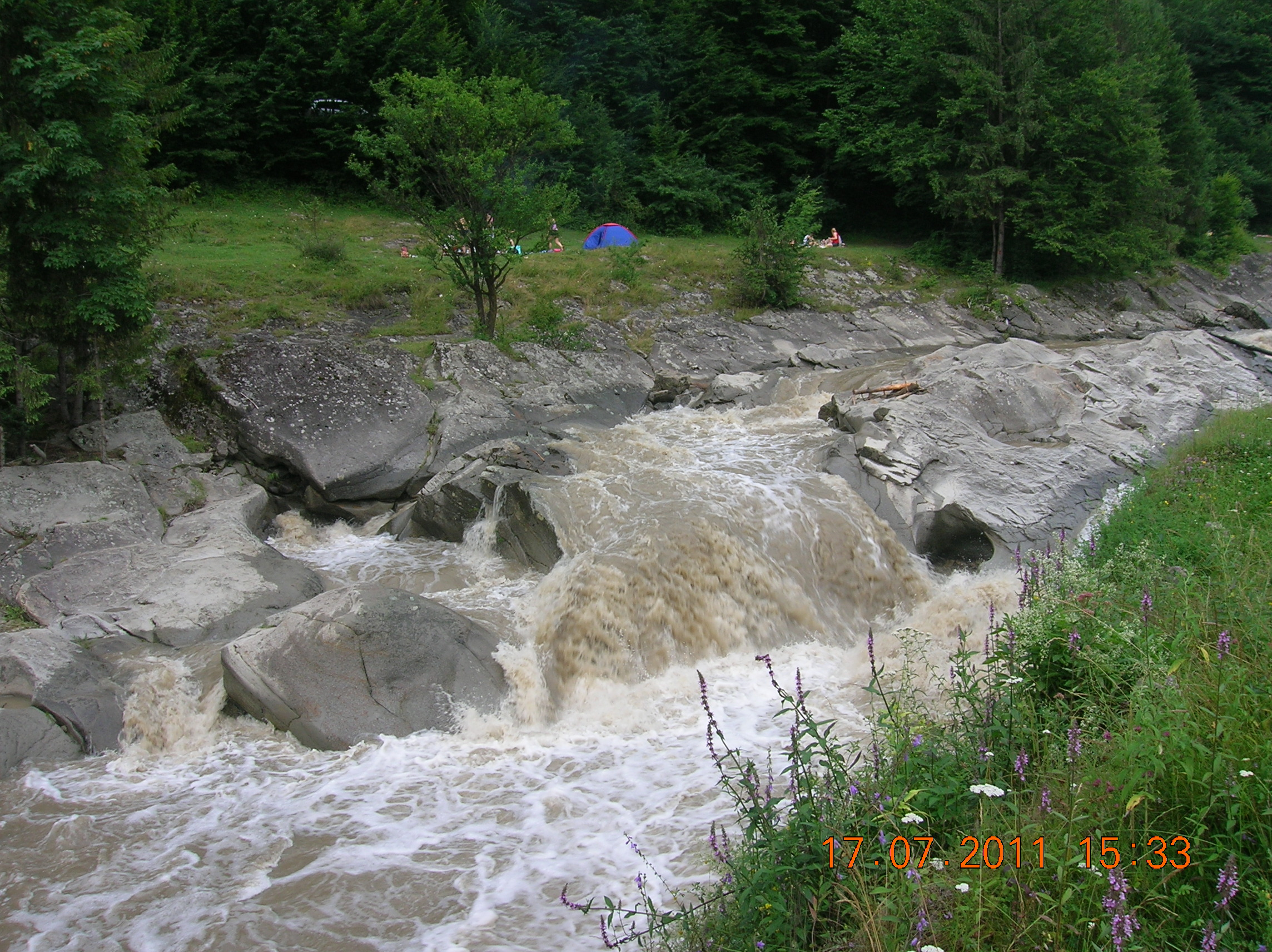
Repezişurile Ianuş-Valea Tarcăului
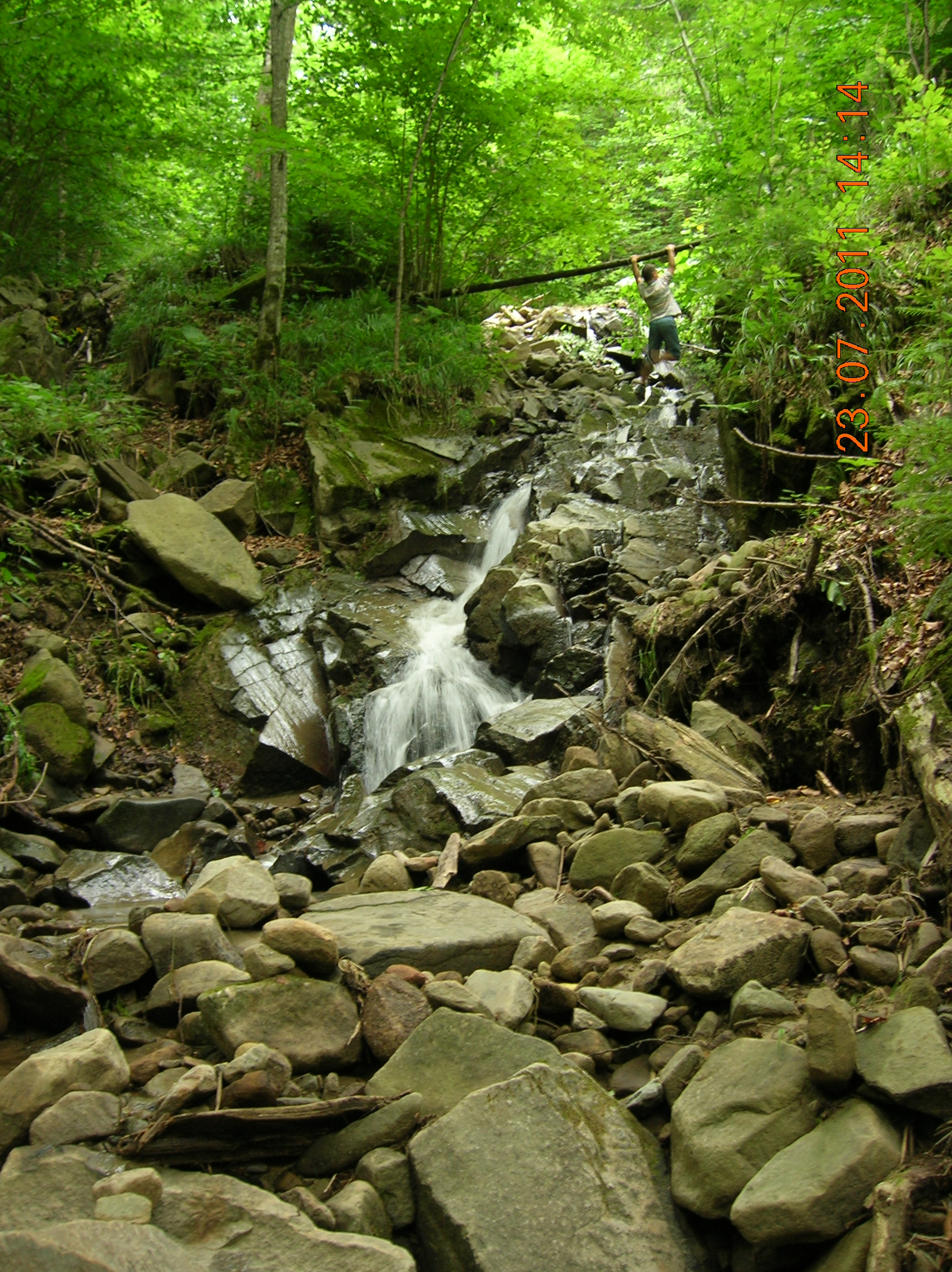
Repezişul Piciorul Pascului-Valea Tarcăului
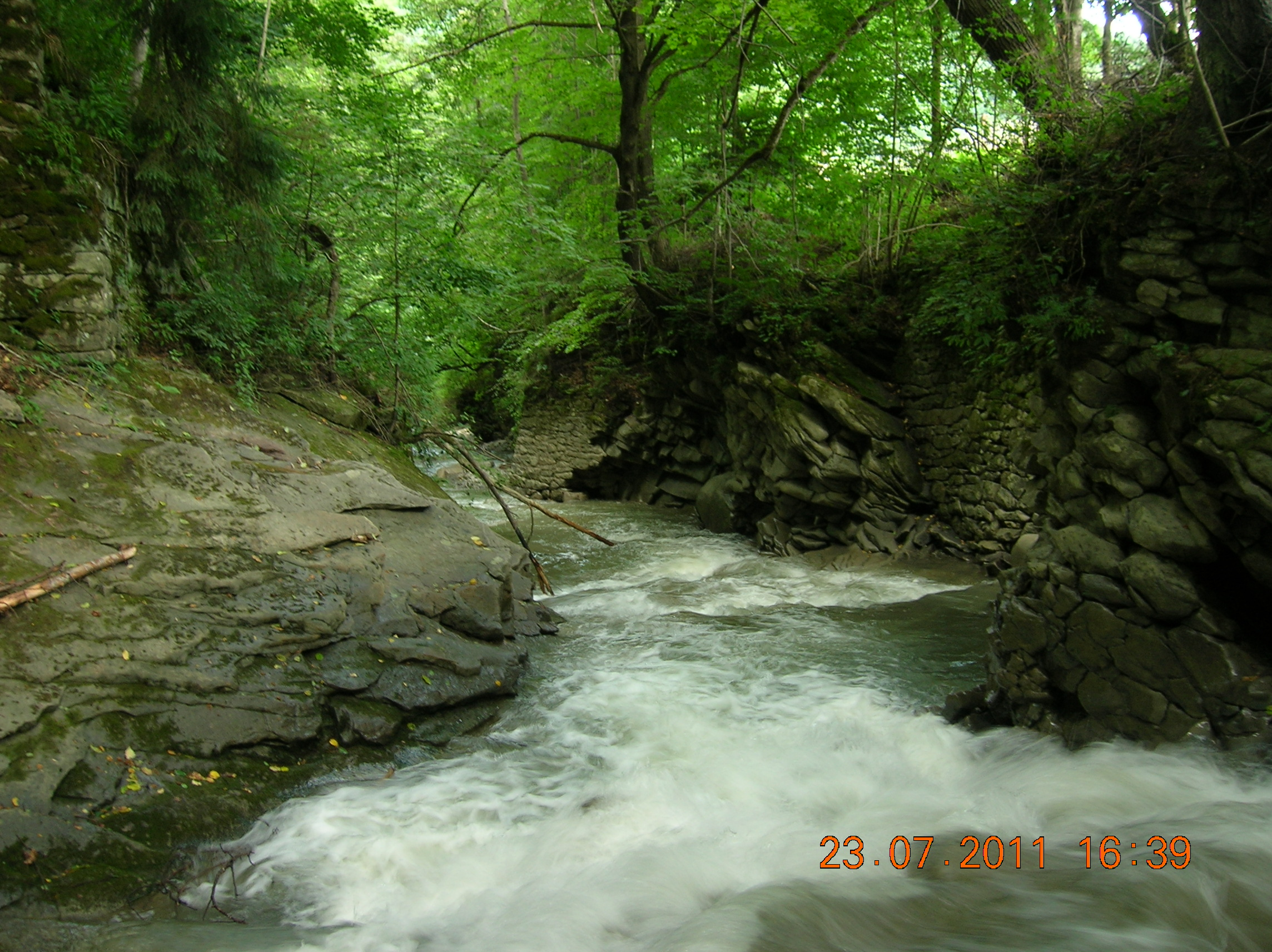
Cheile Aţei
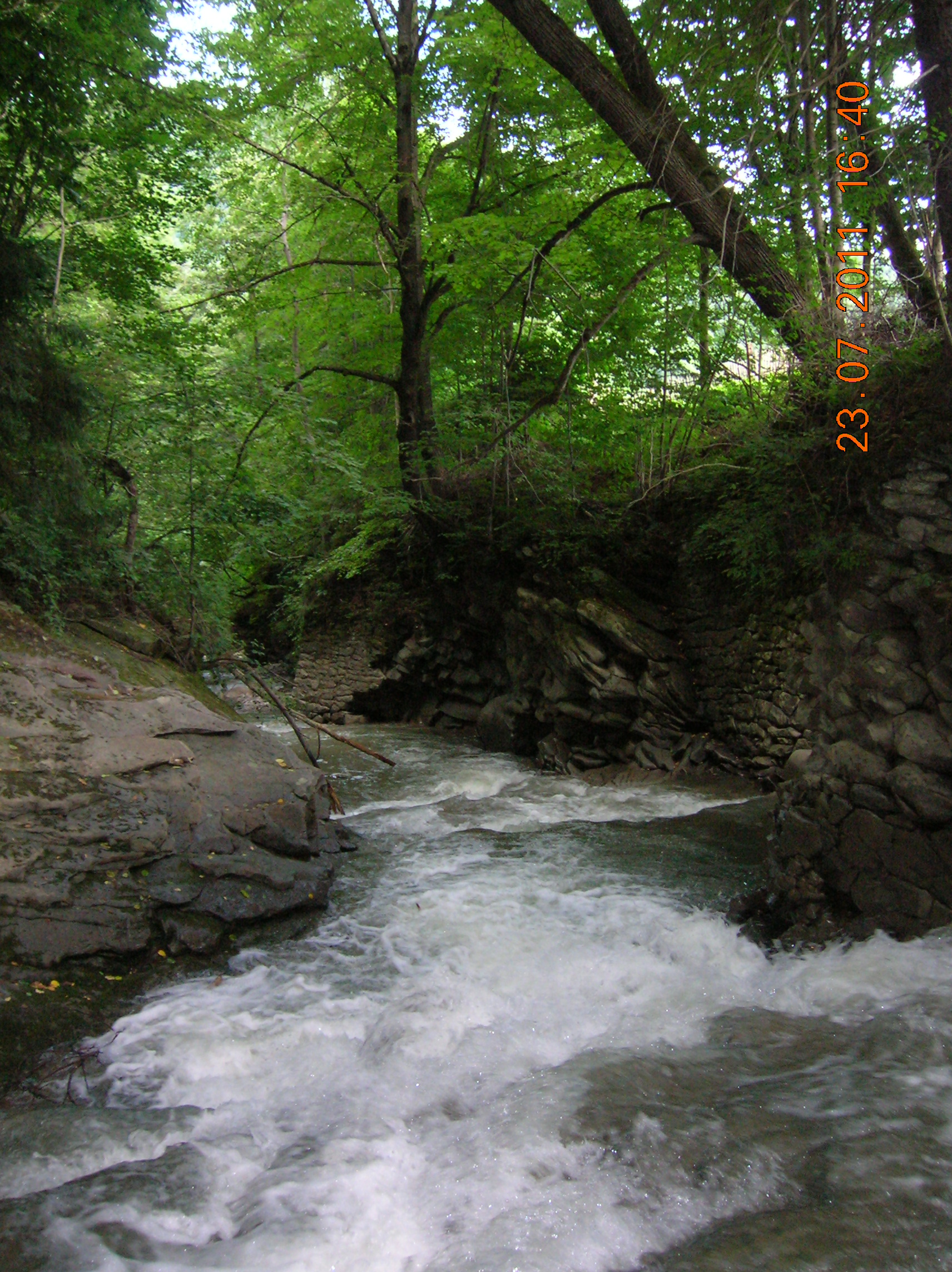
Cheile Aţei
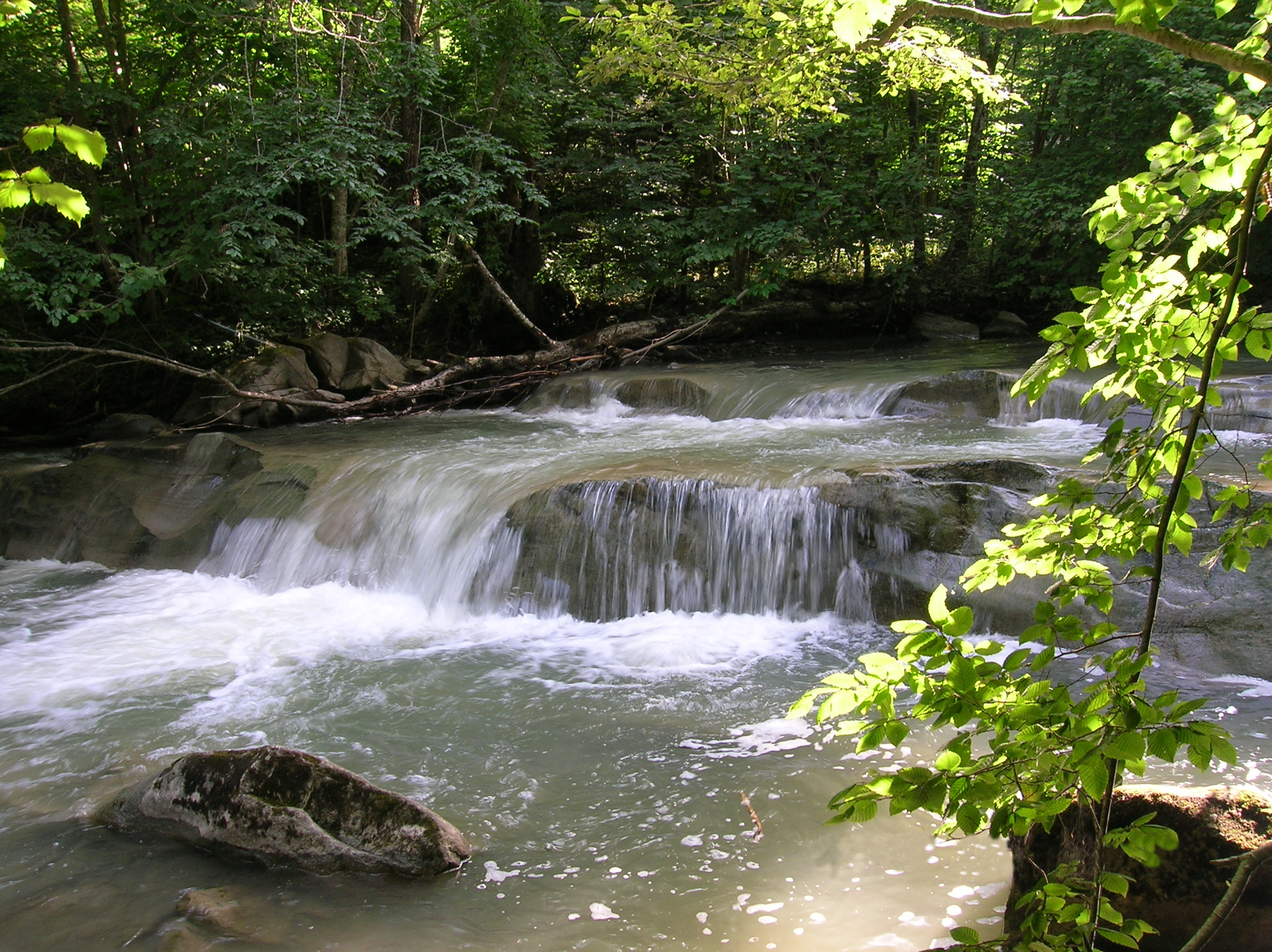
Trepte pe Aţa
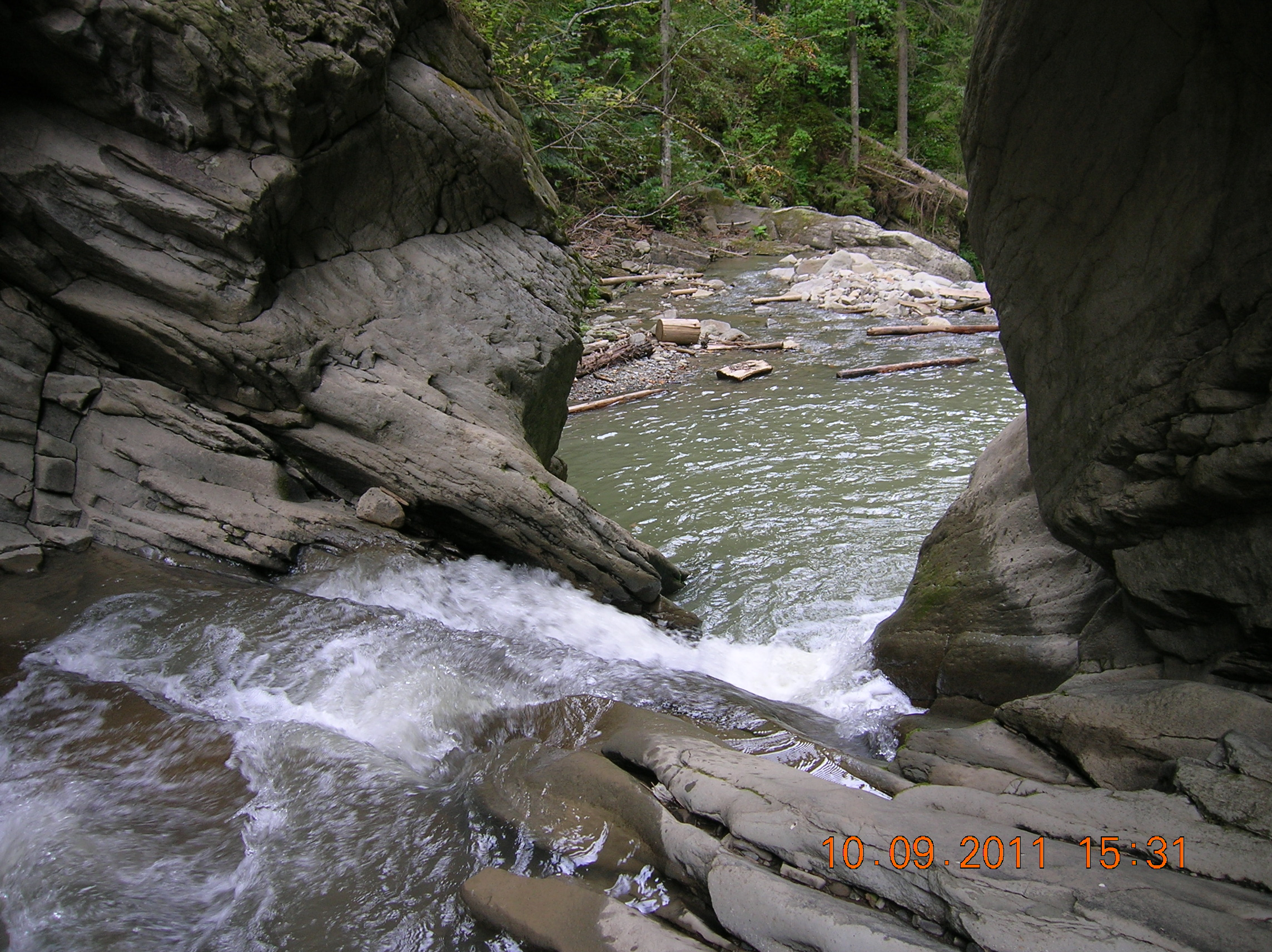
Defileul Bolovănişului-Cascadă la ieşire
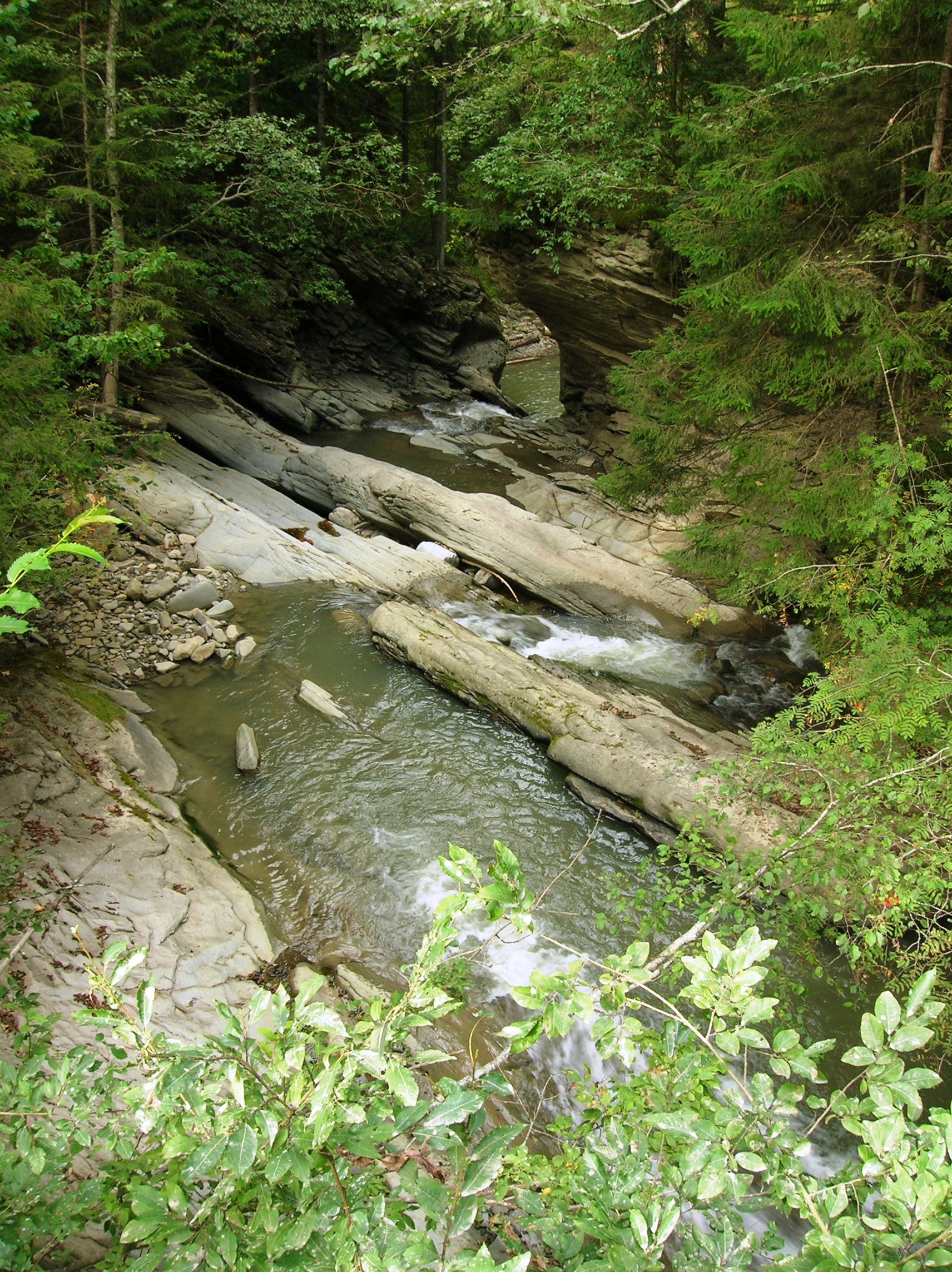
Defileul Bolovănişului-Marmite deasupra cascadei de la ieşire
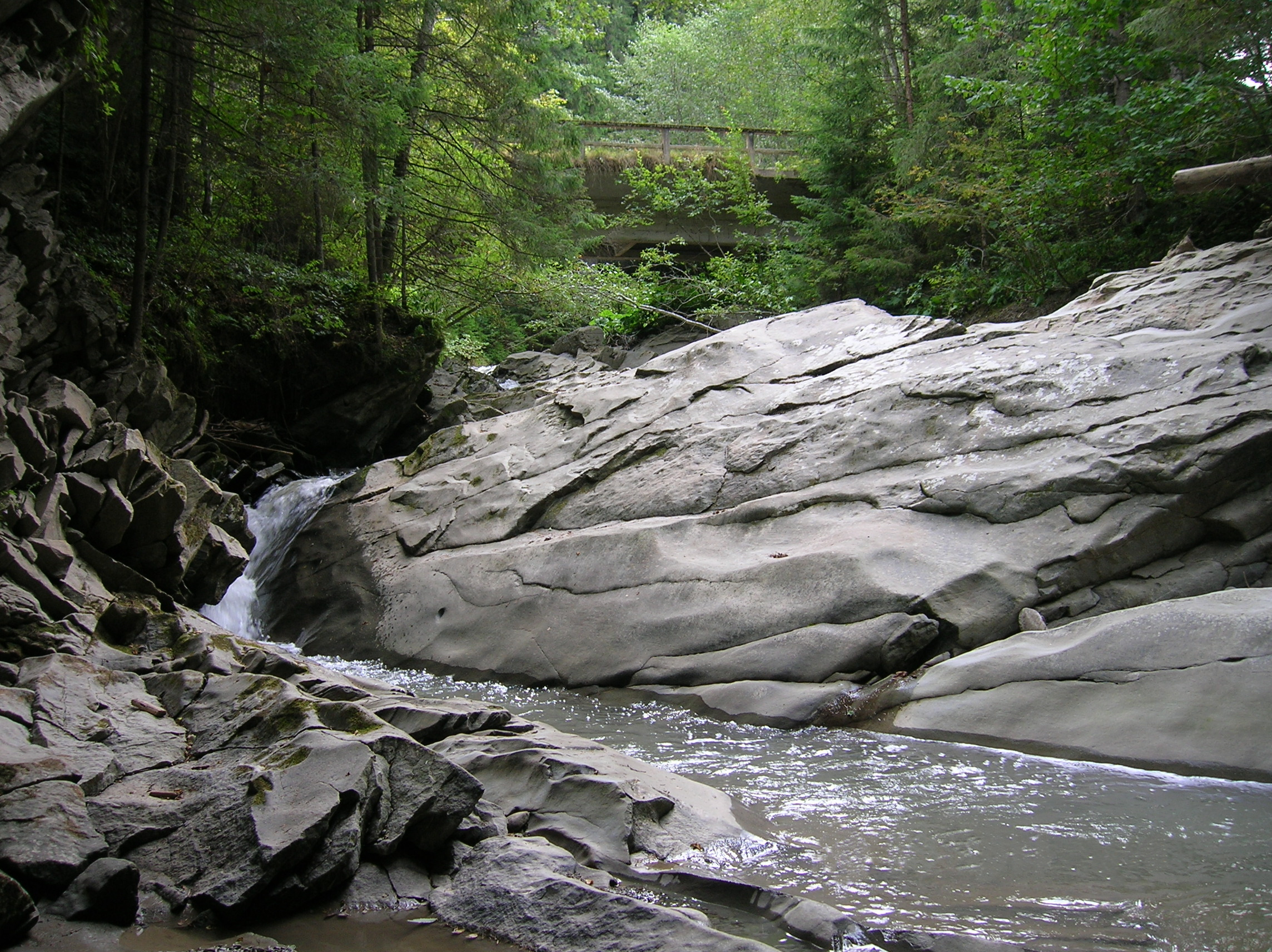
Defileul Bolovănişului-Deasupra cascadei de la ieşire
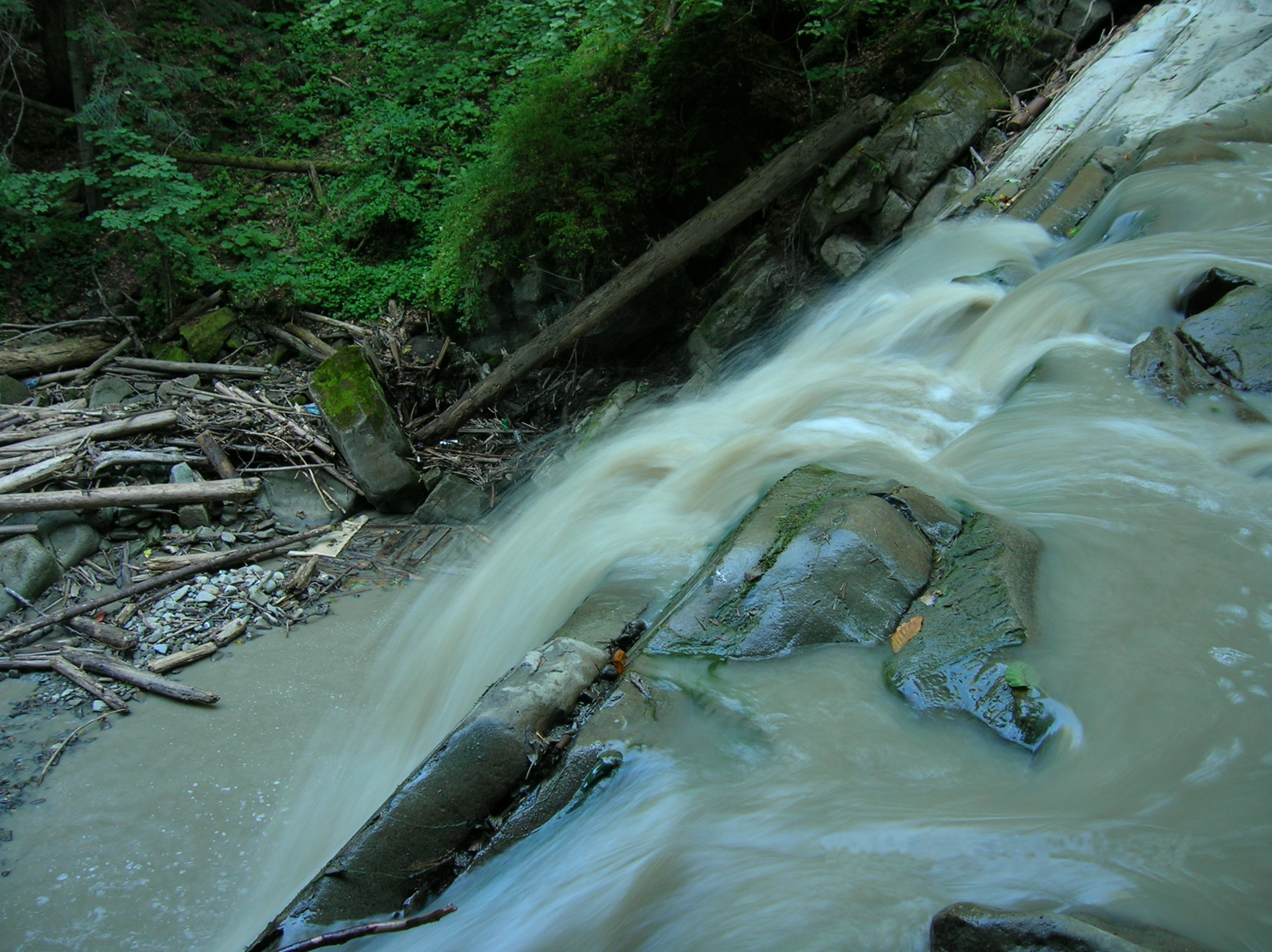
Defileul Bolovănişului-Cascada Bolovăniş-Treapta inferioară
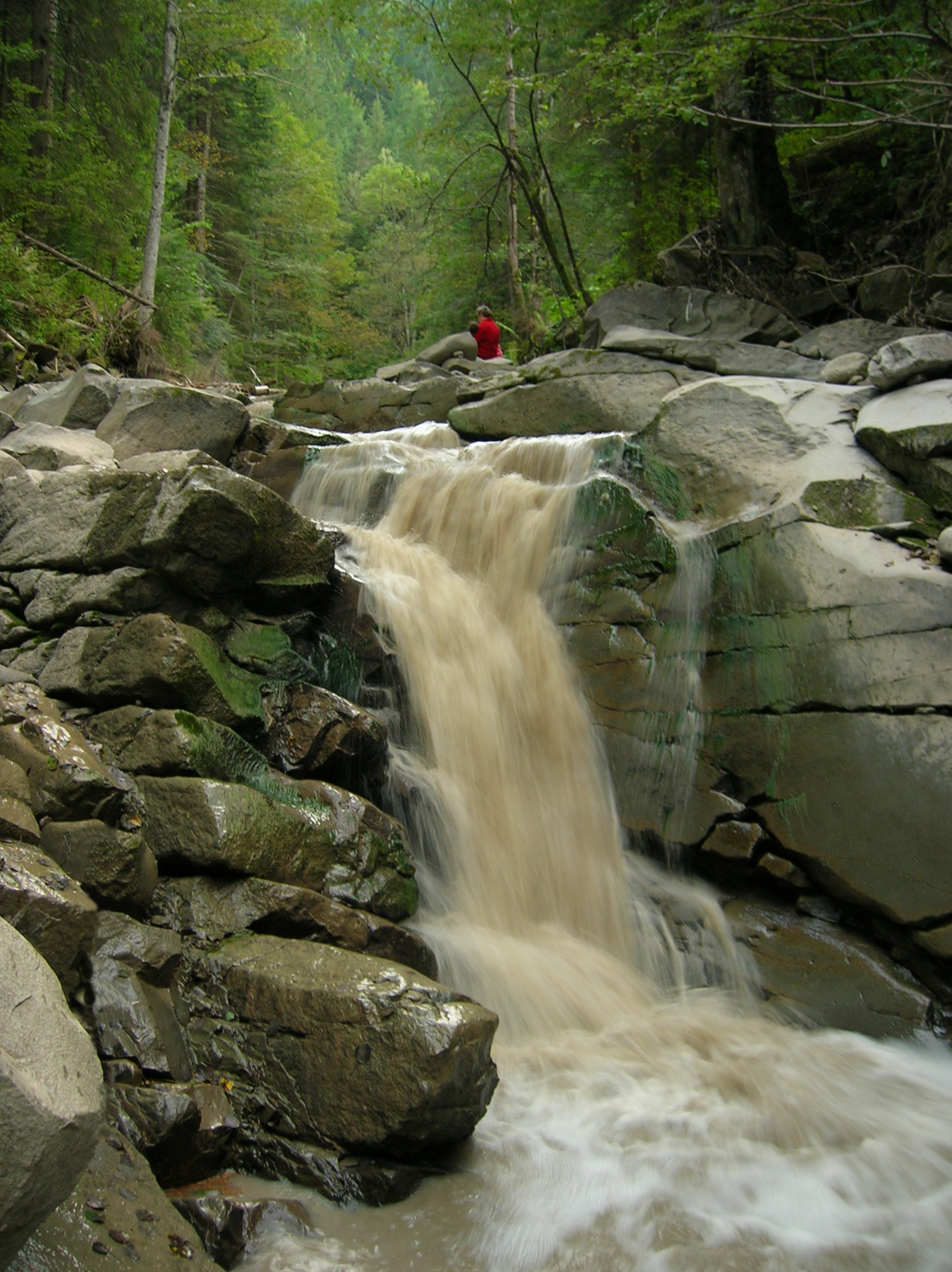
Defileul Bolovănişului-Cascadă la intrarea în defileu
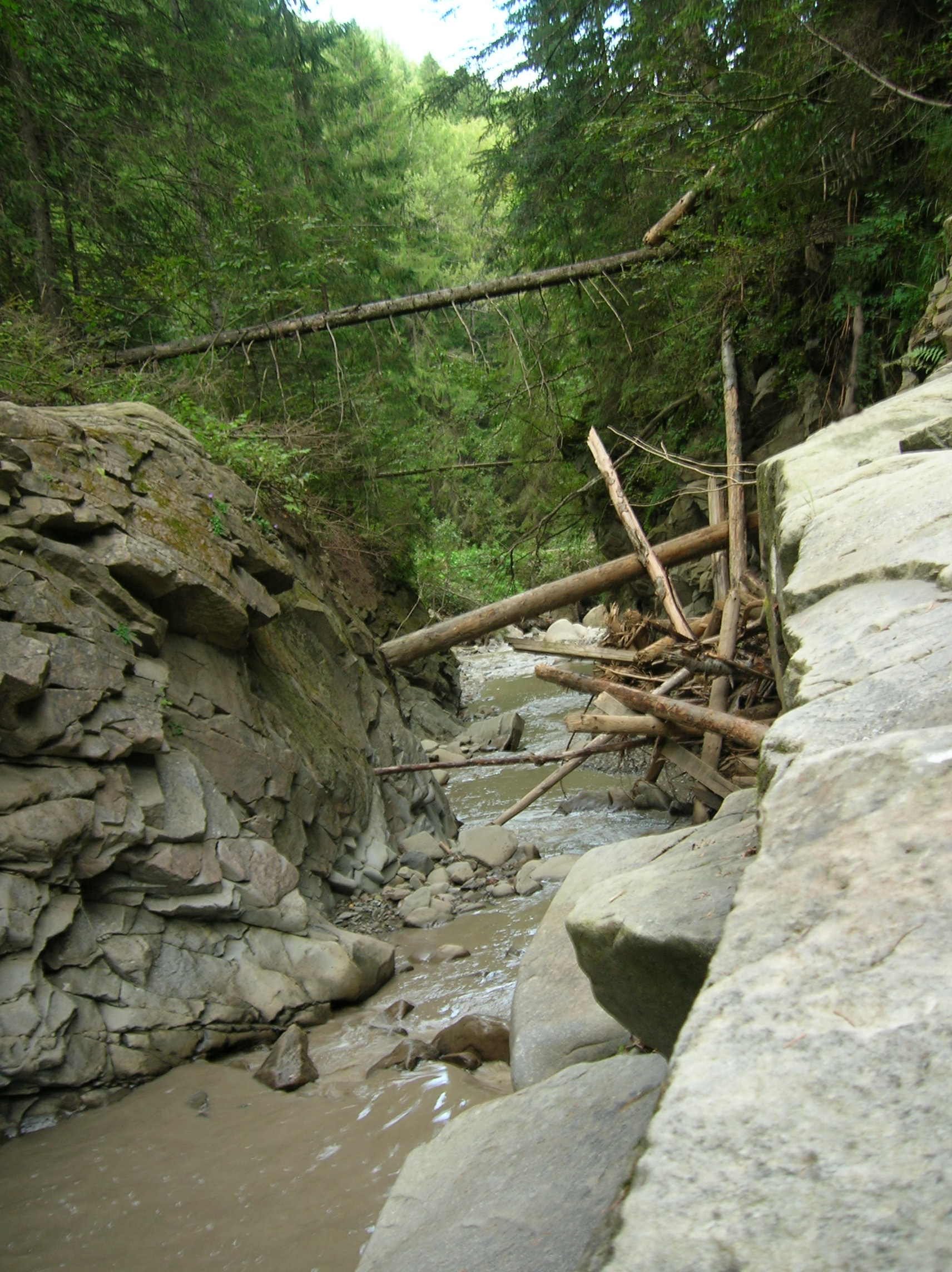
Defileul Bolovănişului-Canalul de fugă al cascadei de la intrarea în defileu
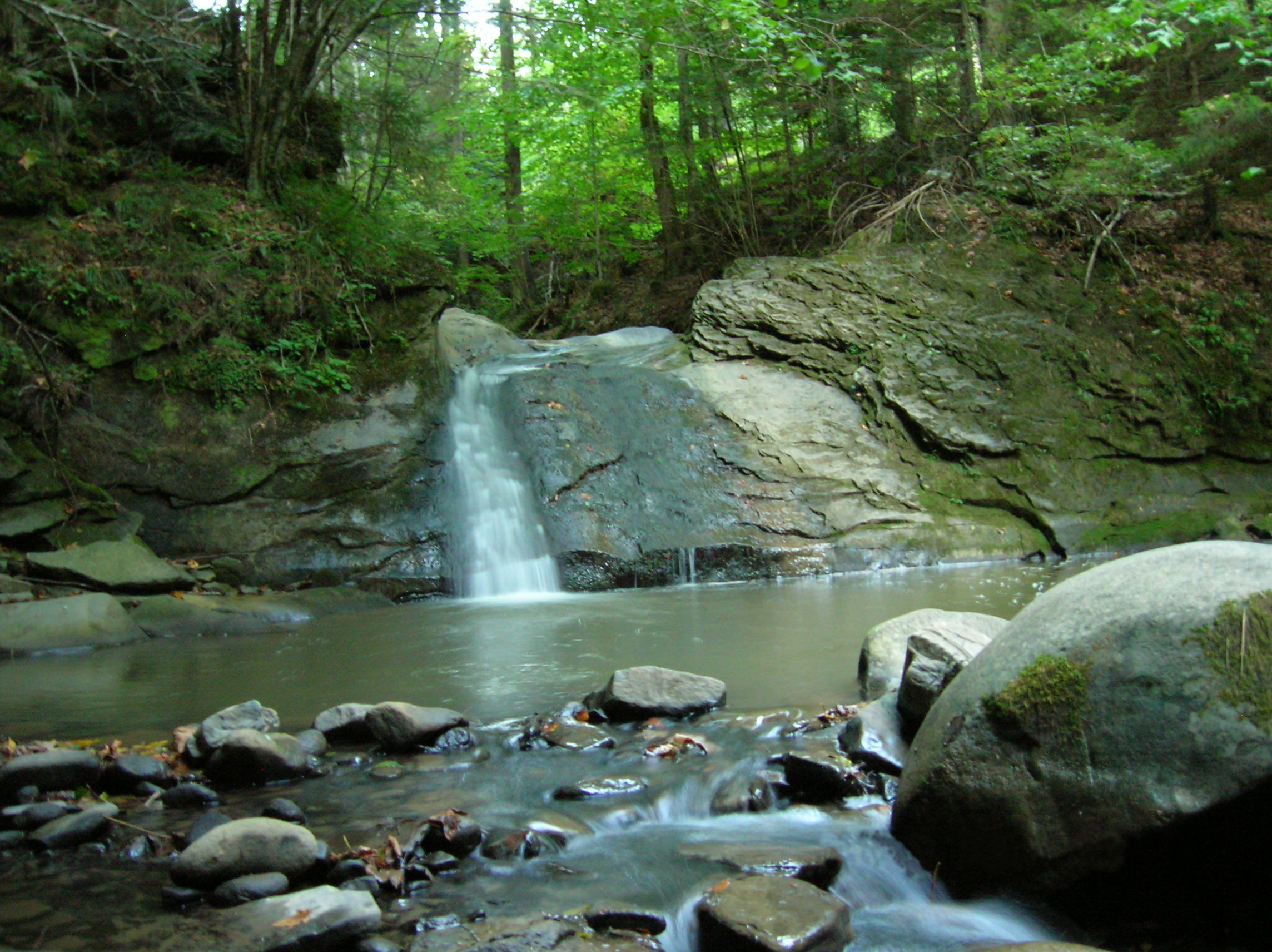
Cascada Goşman
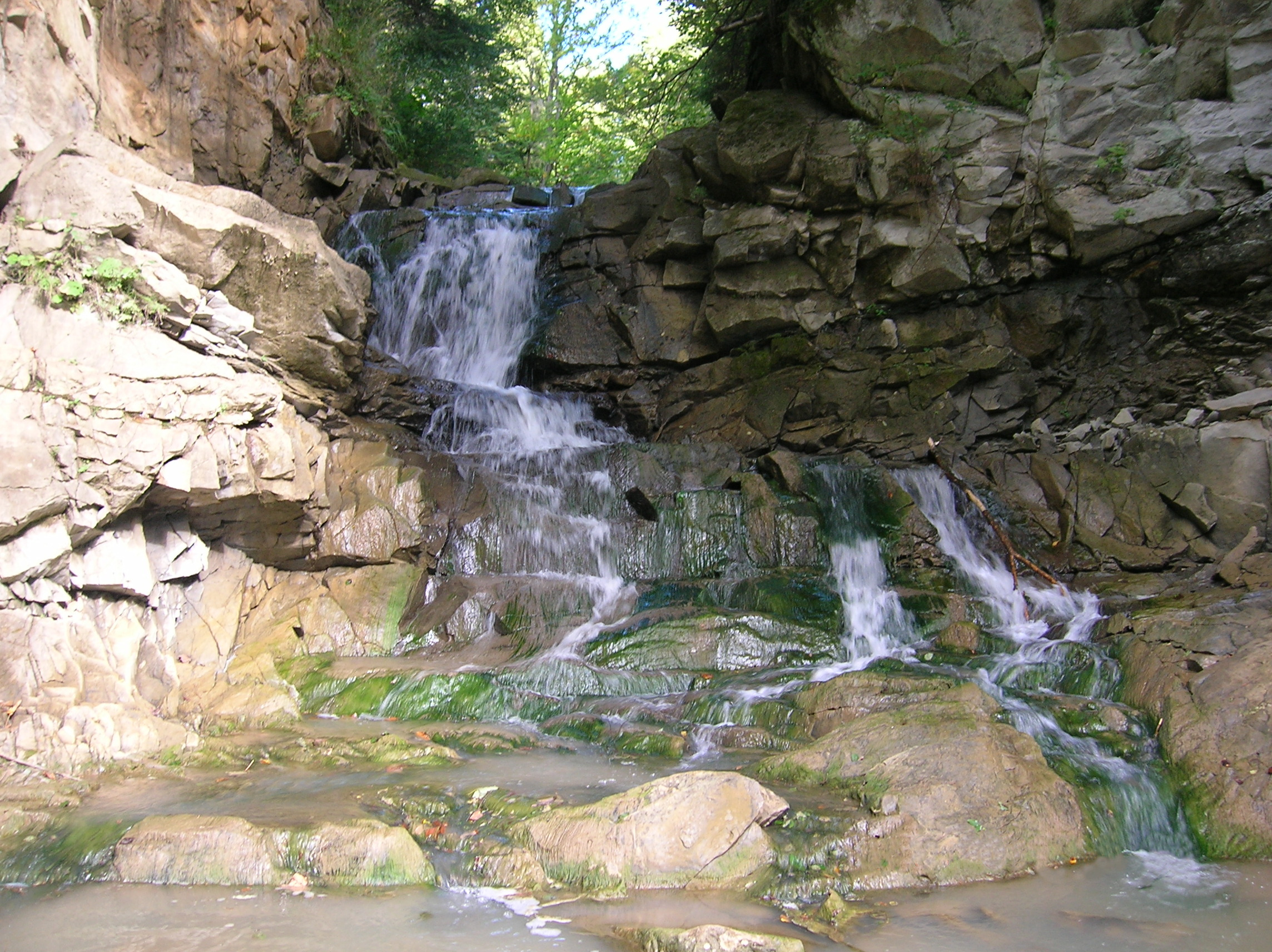
Cascada Răchitiş
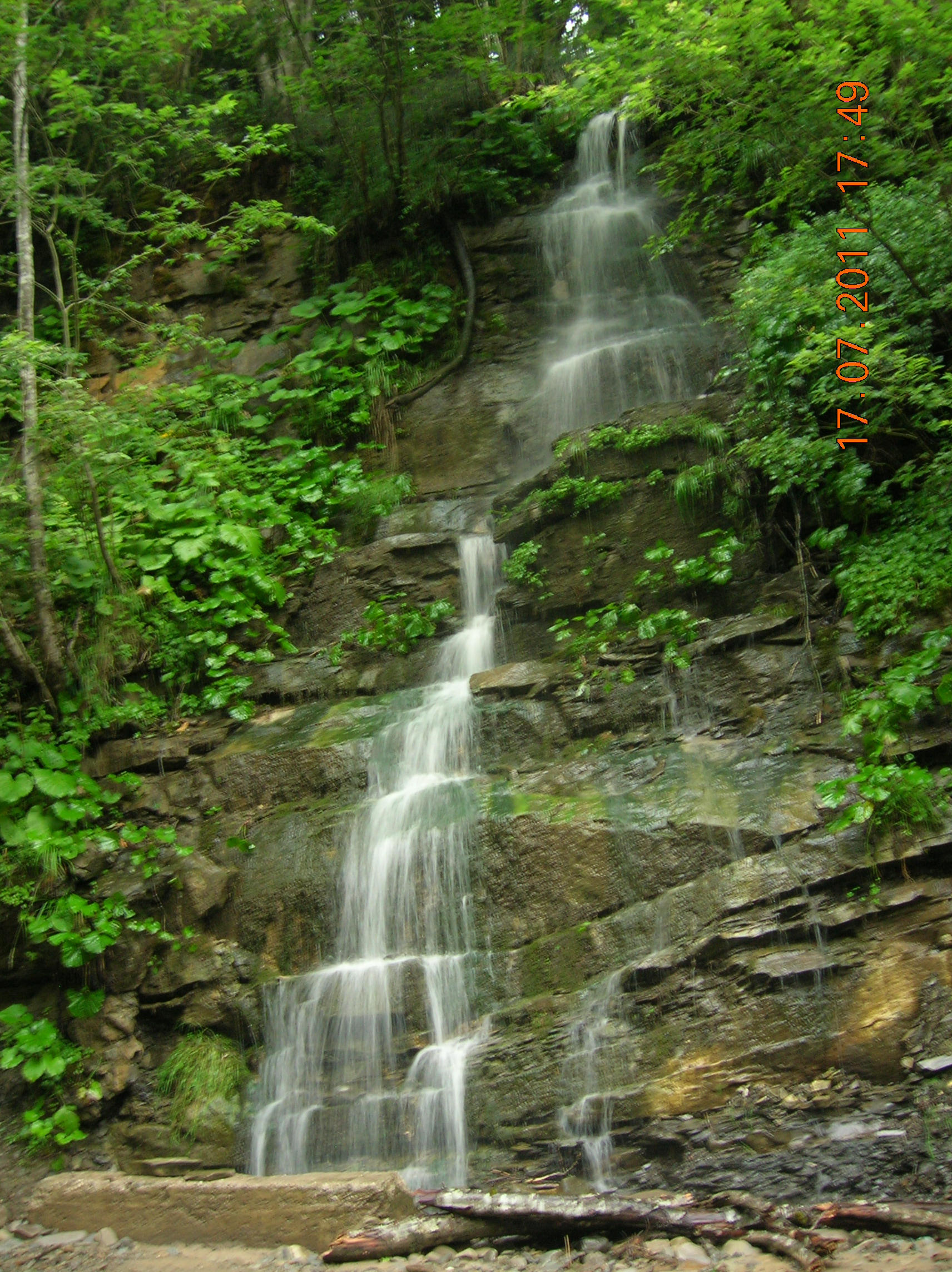
Cascadă pe valea Căşăriei
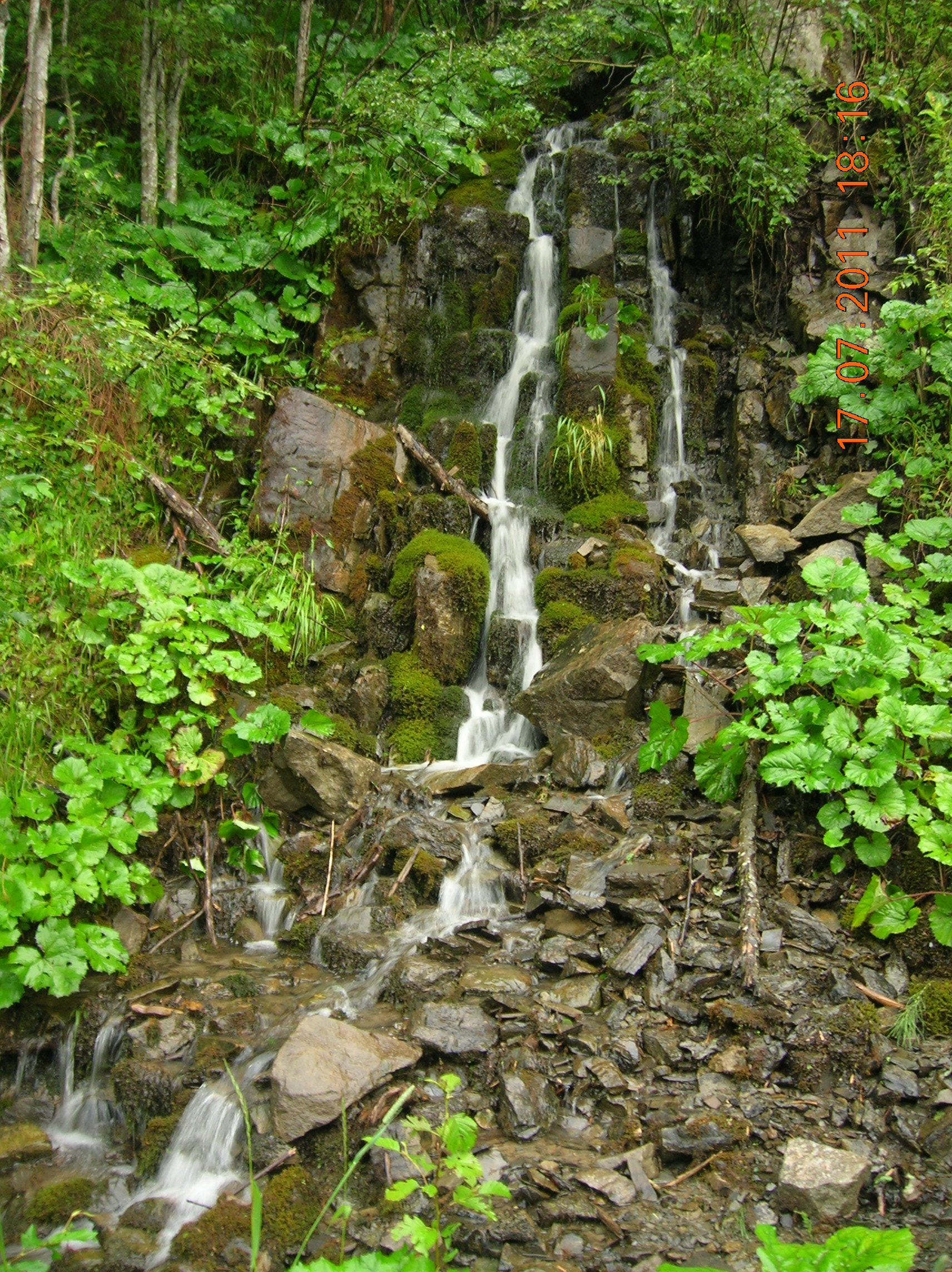
Cascadă pe valea Tărcuţei
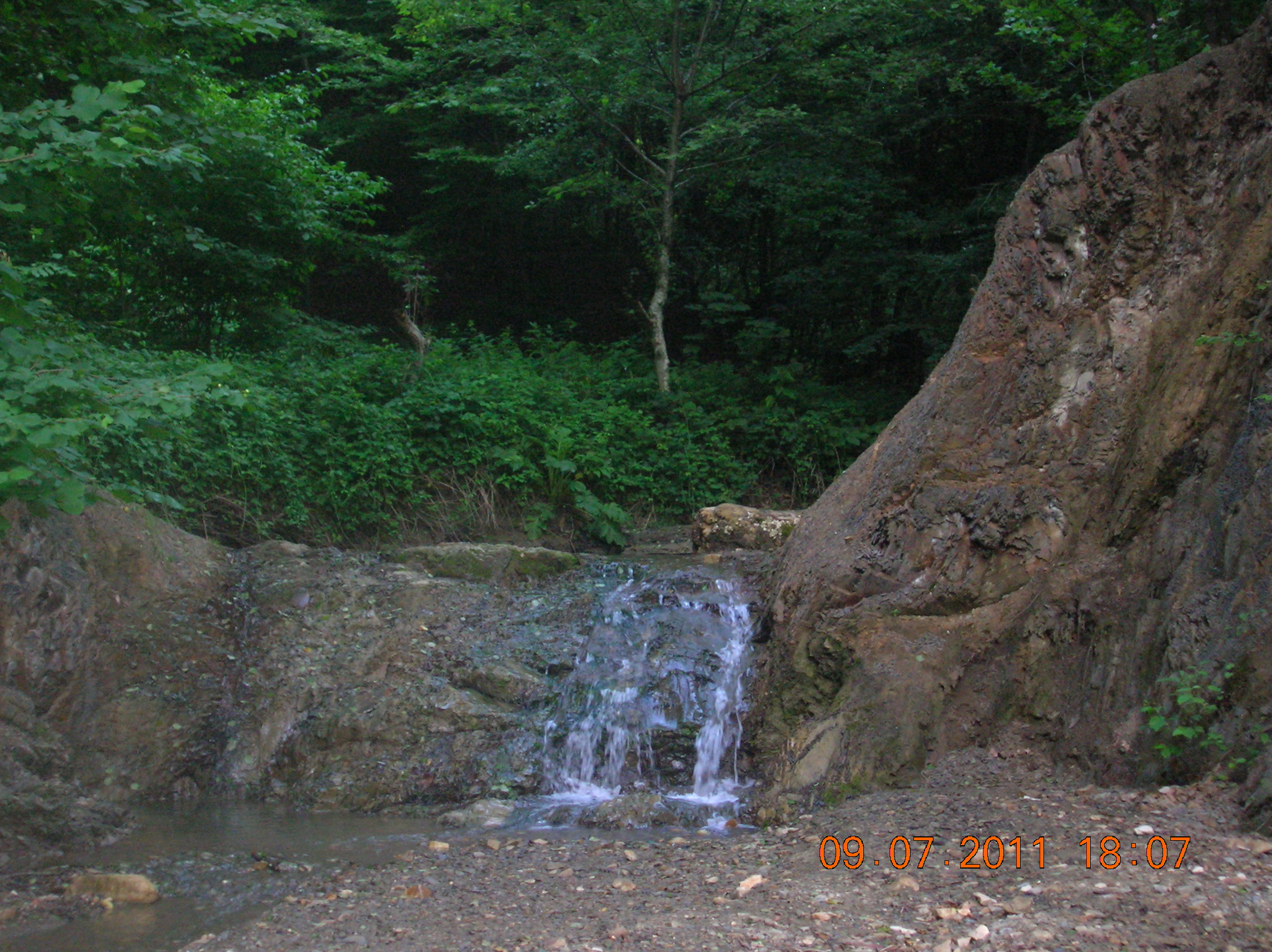
Mică cascadă la vărsarea pârâului Lung în Sasca, lângă Cut
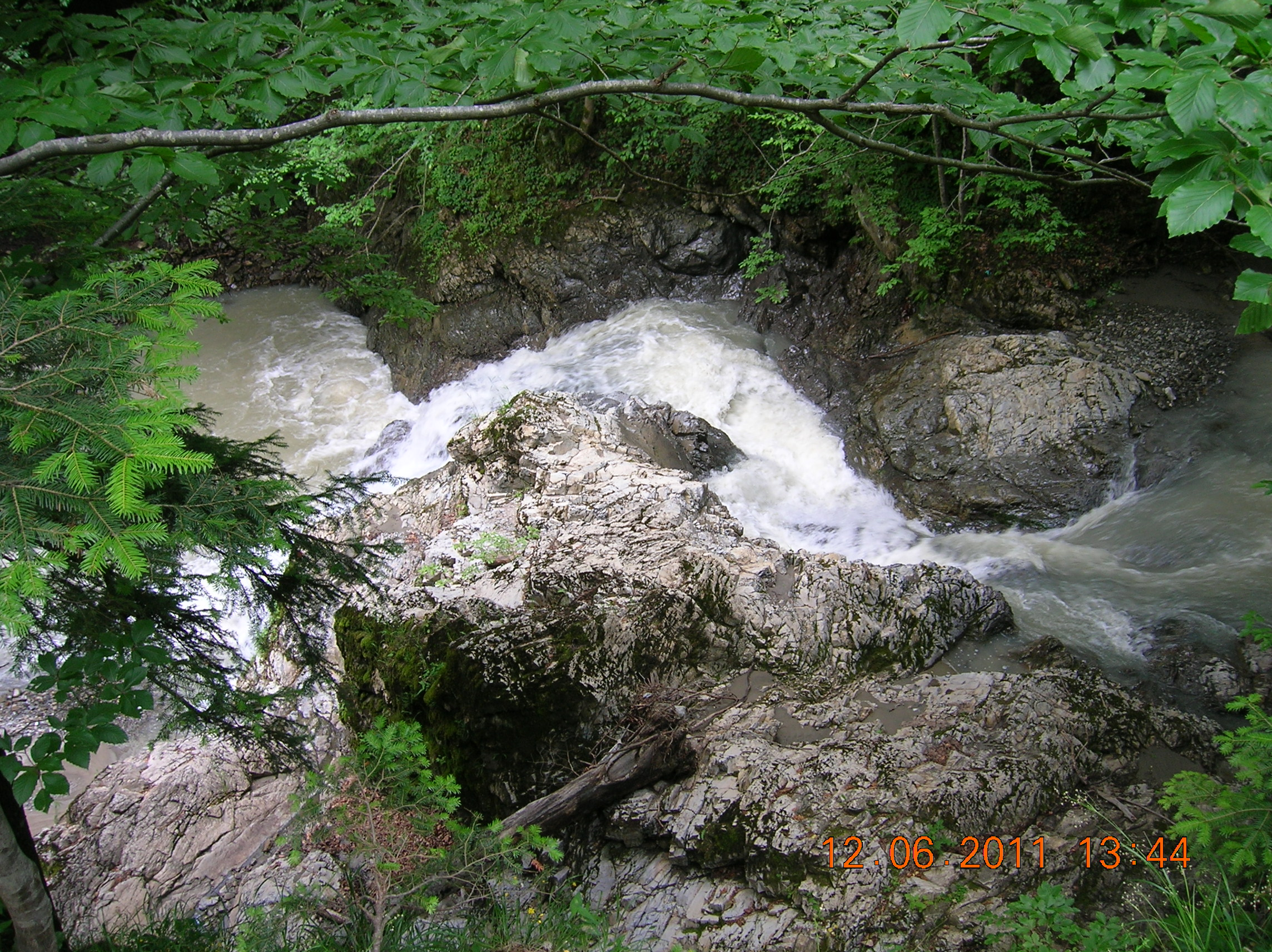
Cascada Duras, Neguleşti
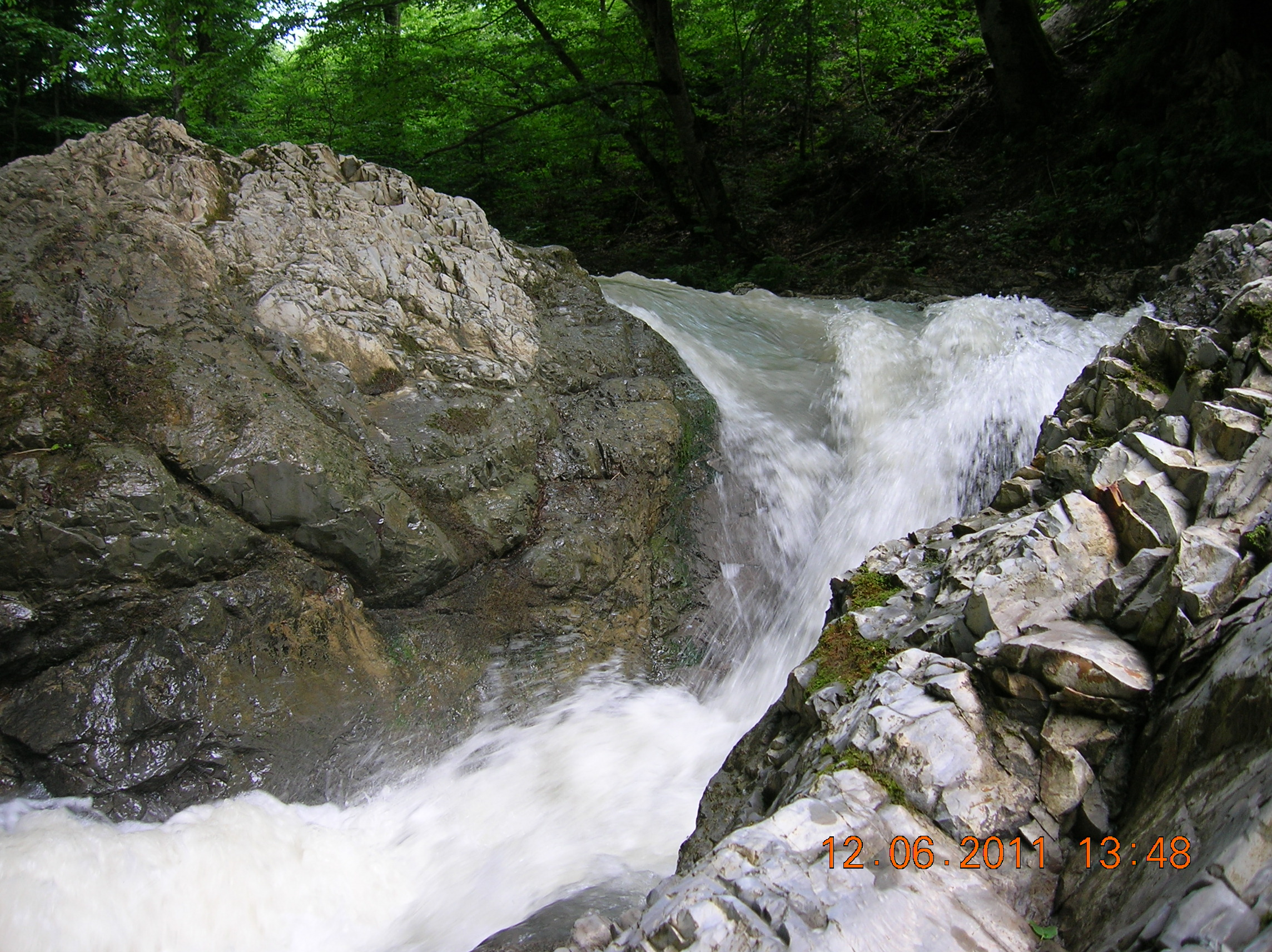
Cascada Duras, Neguleşti
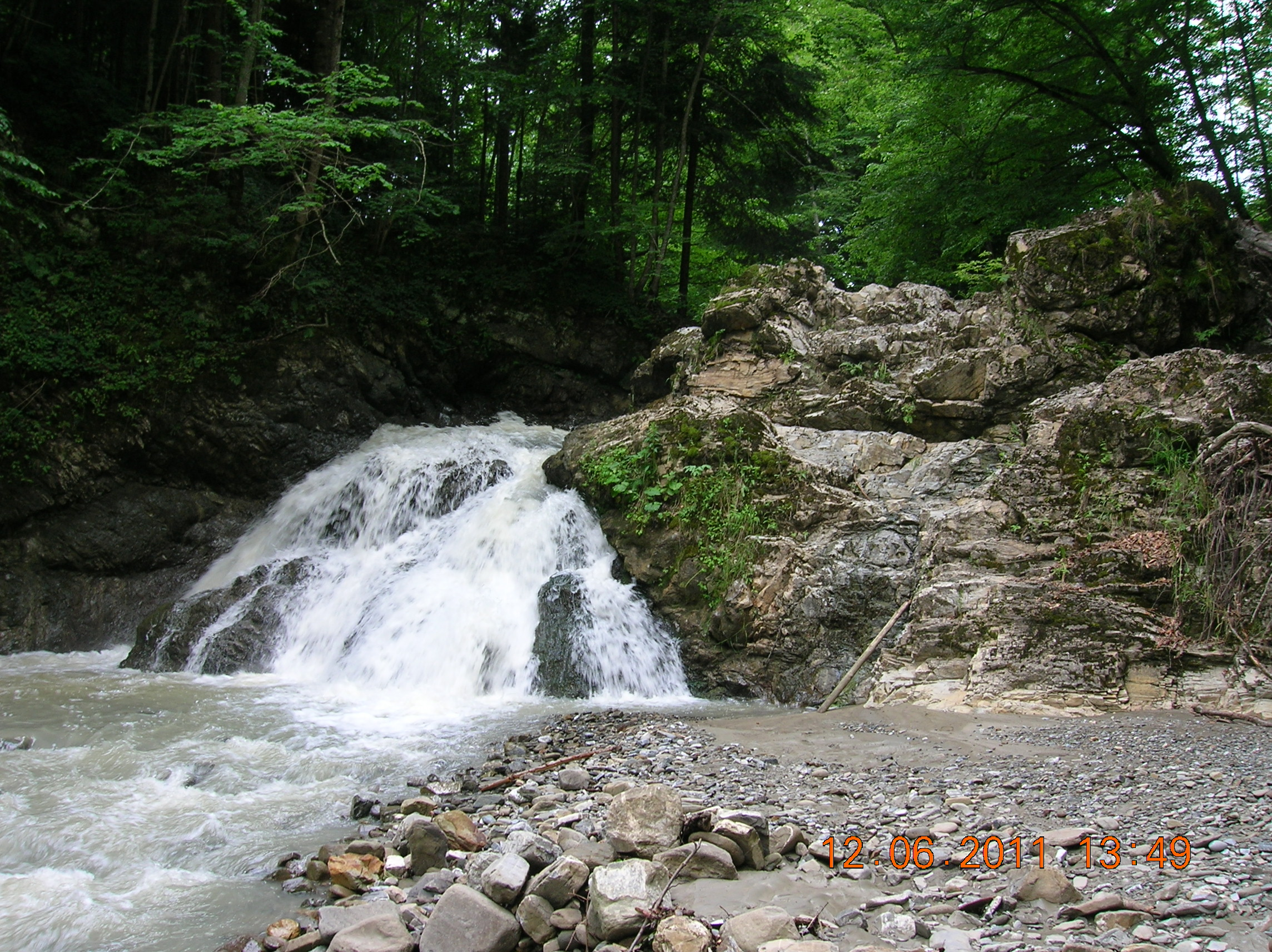
Cascada Duras, Neguleşti
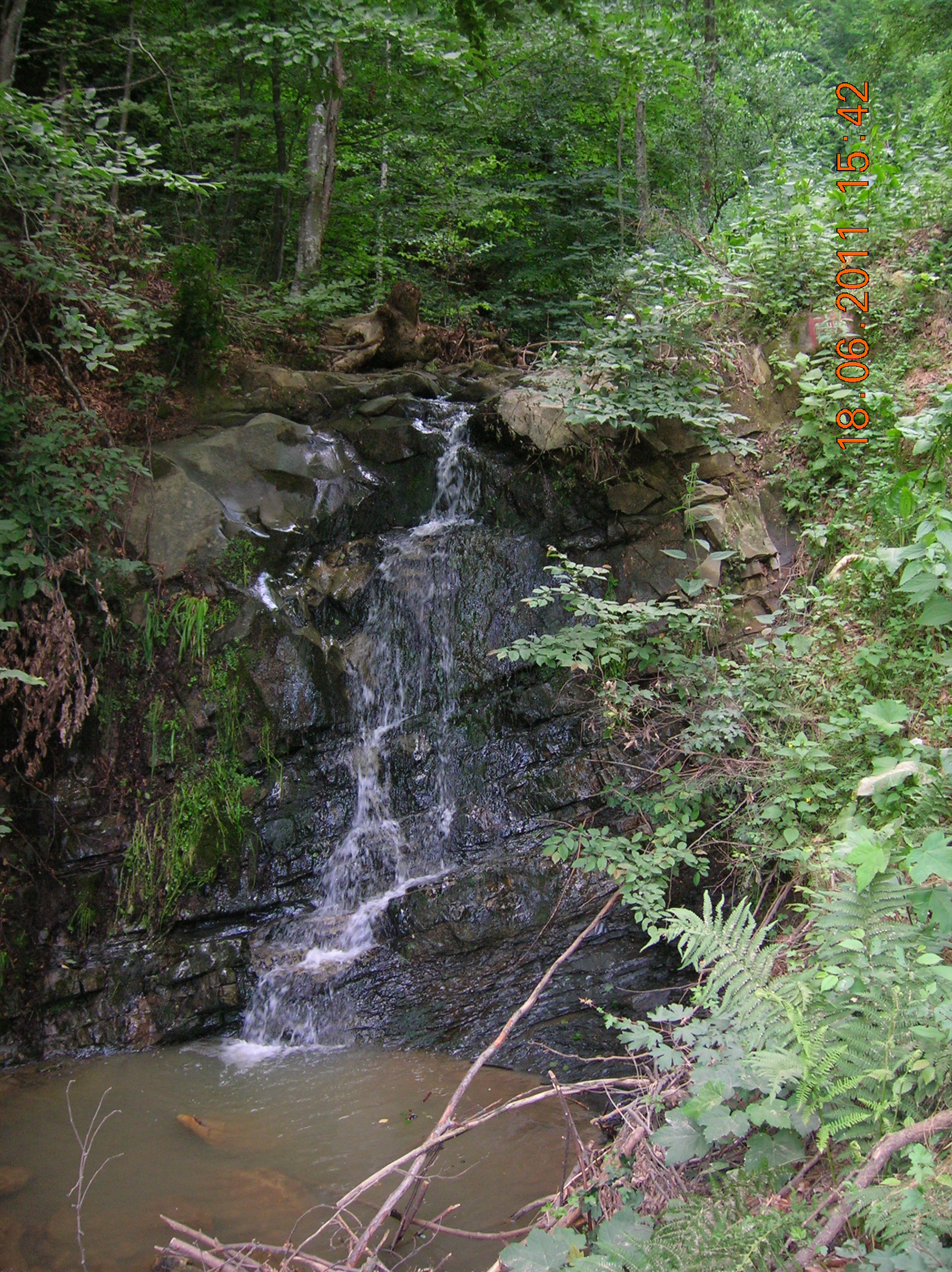
Cascada Tocila 1 în amonte de Neguleşti
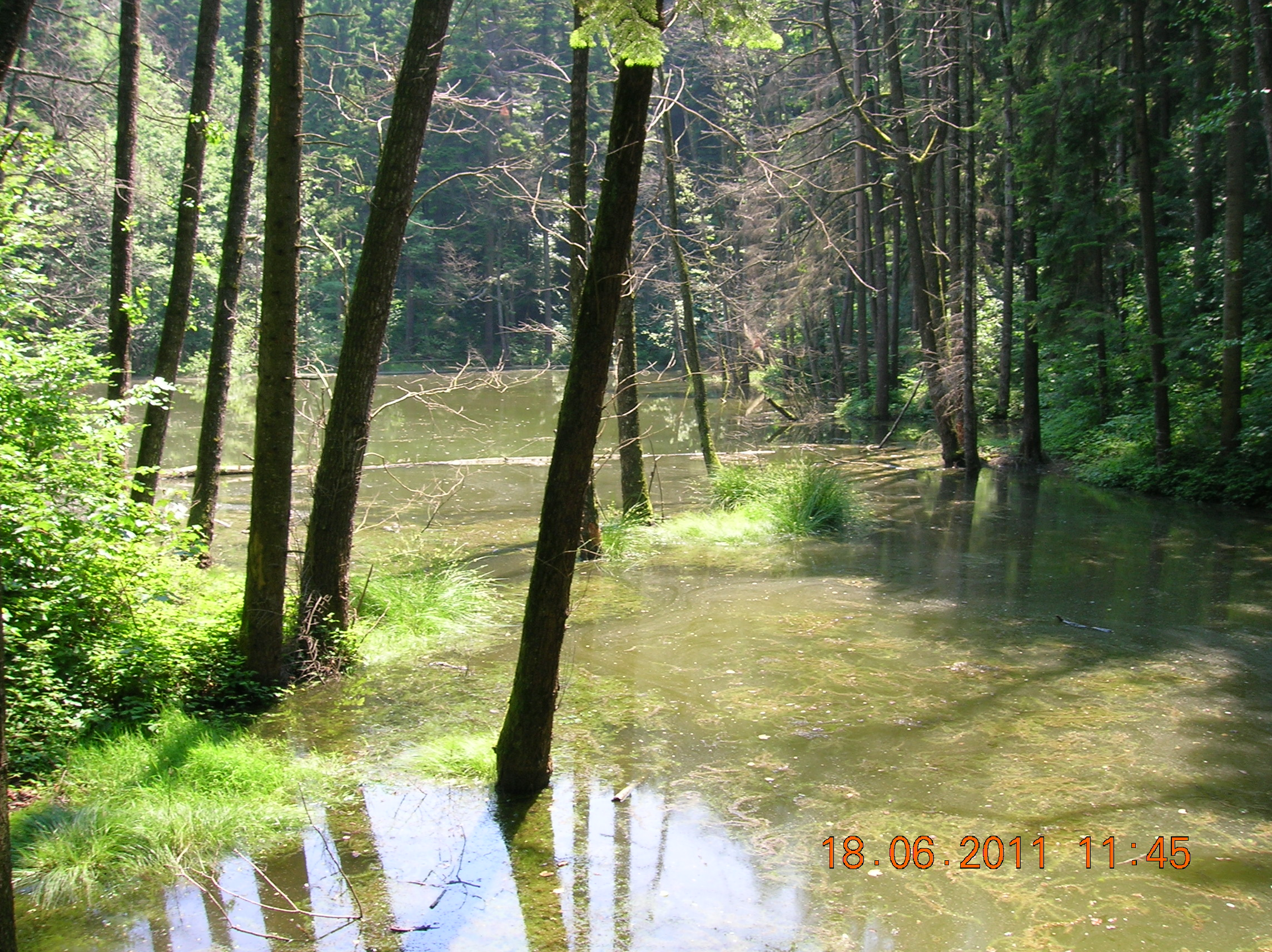
Lacul Veselaru, Neguleşti